# Liste des familles nobles (Pays-Bas méridionaux)
La liste des familles nobles (Pays-Bas méridionaux) reprend l'ensemble des familles anoblies sous les Pays-Bas espagnols (1556–1713) et les Pays-Bas autrichiens (1713-1795) ; appelés plus simplement les Pays-Bas méridionaux.

## Liste des souverains
- 1520 – 1556 : Empereur Charles V du Saint-Empire : 4 familles
- 1556 – 1564 : Empereur Ferdinand Ier du Saint-Empire : 1 famille
- 1564 – 1576 : Empereur Maximilien II du Saint-Empire : 1 famille
- 1580 – 1598 : Roi Philippe II d'Espagne : 3 famille
- 1576 – 1612 : Empereur Rodolphe II du Saint-Empire : 1 famille
- 1598 – 1621 : Archiduc Albert d'Autriche: 7 familles
- 1619 – 1637 : Empereur Ferdinand II du Saint-Empire : 1 famille
- 1637 – 1657 : Empereur Ferdinand III du Saint-Empire : 2 familles
- 1621 – 1665 : Roi Philippe IV d'Espagne : 7 familles

- 1658 – 1705 : Empereur Léopold Ier du Saint-Empire : 1 famille
- 1665 – 1700 : Roi Charles II d'Espagne : 1 famille
- 1692 – 1713 : Duc Maximilien-Emmanuel de Bavière : 1 famille
- 1711 – 1740 : Empereur Charles VI du Saint-Empire : 9 familles
- 1745 – 1777 : Électeur Maximilien III Joseph de Bavière : 1 famille
- 1740 – 1780 : Impératrice Marie-Thérèse d'Autriche : 4 familles
- 1765 – 1790 : Empereur Joseph II du Saint-Empire : 1 famille
- 1777 – 1799 : Électeur Charles-Théodore de Bavière : 1 famille
- 1792 – 1806 : Empereur François II du Saint-Empire : 1 famille

## Liste des familles
- Haut – A
- B
- C
- D
- E
- F
- G
- H
- I
- J
- K
- L
- M
- N
- O
- P
- Q
- R
- S
- T
- U
- V
- W
- X
- Y
- Z

### A
| Nom                                           | Titre               | Histoire | Blason |
| --------------------------------------------- | ------------------- | --- | ------ |
| - Aa (van der)                                | Écuyer              | – Prague, 17 mai 1575, Maximilien II du Saint-Empire: Confirmation dans la noblesse du Saint Empire, avec nomination à la Cour du Palatin, changement et augmentation des armes, pour Peter van der Aa, président du Conseil provincial de la justice du Luxembourg. Seule la minute du diplôme a été récupérée. – Madrid, 31 octobre 1583, Philippe II d'Espagne: Remise du titre (personnel) de chevalier à Peter van der Aa (précité). Seules la minute du diplôme et l'ordre de le sceller ont été récupérés. – La Haye, 13 mars 1816, Guillaume Ier des Pays-Bas: Jean-Baptiste van der Aa de Randerode nommé Chevalier. Son admission à la pairie fut confirmée par un acte de preuve. |        |
| - Abeele (van den)                            | Vicomte Baron       | – Vienne, 24 janvier 1787, Joseph II du Saint-Empire: Attribution des titres vicomte et baron, respectivement associés aux seigneuries flamandes de Watervliet et de Lichtervelde, à écuyer Jacques-Jean van den Abeele, seigneur de Zwevezeele, etc., fils d'Adolphe, registraire de l'audience militaire du comté de Flandre, etc. nièce Françoise-Jeanne, veuve de Jean-François Pecsteen. |        |
| - Absoloens                                   | Écuyer              | – Madrid, 2 décembre 1648, Philippe IV d'Espagne: Réhabilitation de la noblesse, si nécessaire avec exaltation de la noblesse, par Théodore Absoloens. – Madrid, 5 août 1678, Charles II d'Espagne: Réhabilitation de noblesse, avec élévation de noblesse si nécessaire, de Balthazar Absolons. |        |
| - Acart                                       | Écuyer              | – Vienne, 28 septembre 1724, Charles VI du Saint-Empire: Confirmation de noblesse, si nécessaire avec noblesse, pour Jacques-Gilles Acart, ainsi que pour son cousin germain Charles. |        |
| - Achelen (van)                               | Écuyer              | – Bruxelles, 18 août 1598, Albert d'Autriche: Nomination de Igram van Achelen, président du Conseil provincial de la justice de Frise, en tant que président du Grand Conseil de Malines. Si nécessaire, cette fonction était élevée au rang de noblesse héréditaire. – Bruxelles, 20 février 1601, Albert d'Autriche: Remise du titre (personnel) de chevalier à Igram van Achelen. |        |
| - Adornes                                     | Écuyer              | – Bruxelles, 28 mai 1603, Albert d'Autriche: Attribution du titre (personnel) de chevalier à l'écuyer Anselme-Opitius Adornes, seigneur de Nieuwenhove, etc., premier échevin de la ville de Bruges, etc. Seules la minute du diplôme et l'ordre de le sceller ont été récupérés. – Madrid, 17 février 1627, Philippe IV d'Espagne: Remise du titre (personnel) de chevalier à l'écuyer Georges-Lambert Adornes, seigneur de Nieuvliet, etc., officier de cavalerie. |        |
| - Adriani                                     | Écuyer              | – Bruxelles, 28 septembre 1600, Albert d'Autriche: Confirmation par les Archiducs de Pierre Adriani dans sa charge de conseiller et procureur général au Grand Conseil de Malines (1590). Si nécessaire, cette fonction était élevée au rang de noblesse héréditaire. |        |
| - Adriansen                                   | Écuyer              | – Vienne, 24 décembre 1725, Charles VI du Saint-Empire: Confirmation de noblesse et réhabilitation, si besoin avec une élévation de noblesse, pour Anne-Constance de Bane, veuve de Daniel-Albert Adriansen, ainsi que pour leurs quatre enfants François-Joseph, prêtre, etc., Daniel-Joseph, noble échevin, Jean-Baptiste et Isabelle. – Vienne, 30 janvier 1726, Charles VI du Saint-Empire: Remise du titre (personnel) de chevalier à Daniel-Joseph Adriansen (l'un des précédents). – Vienne, 30 janvier 1726, Charles VI: Remise du titre (personnel) de chevalier à Jean-Baptiste Adriansen. |        |
| - Aerts                                       | Écuyer              | – Vienne, 29 septembre 1771, Marie-Thérèse d'Autriche: Concession de noblesse pour Jean Aerts, seigneur d'Opdorp, etc., trésorier de la ville de Bruxelles, etc. |        |
| - Affaitati (d') Affaytadi de Ghistelles (d') | Prince Comte Écuyer | – Innsbruck, 23 mai 1563, Ferdinand Ier du Saint-Empire: Élévation en Principauté du Saint Empire Romain de la Gloire flamande de Hilst et attribution de ce titre (transférable à la première naissance) à Johannes-Franciscus d'Affaytadi, baron van Gistel. Cette subvention, dont seule une copie administrative a été trouvée, n'avait aucune force juridique aux Pays-Bas. – Vienne, 8 janvier 1564, Ferdinand Ier du Saint-Empire: Motu proprio conférant le titre de comte de Gistel et du Saint Empire (transférable à la première naissance) à Johannes-Franciscus d'Affaytadi (précité) et du titre de comte de Soresino (transférable à la première naissance) à son frères Cosimo et César. Seule la minute du diplôme a été récupérée. Cette subvention n'avait aucune force juridique aux Pays-Bas. – Madrid, 21 janvier 1676, Charles II d'Espagne: Élevé comme comté de l'ancienne baronnie flamande Ghistelles (Gistel) et attribution de ce titre (transférable par première naissance) à Jean-François d'Affaytadi, seigneur de Hilst, etc. (petit-fils de Cosimo, précité). – Bruxelles, le 5 mai 1827, Guillaume Ier des Pays-Bas: Reconnaissance de la noblesse avec le titre décompte, transférable à tous les descendants portant le nom, pour Auguste-Augustin d'Affaytadi de Ghistelles. |        |
| - Agnelot                                     | Écuyer              | – Augsbourg, 7 février 1551, Charles V du Saint-Empire: Motu proprio noblesse de Petrus Agnelot, résident de Dole en Franche-Comté. Seule la minute du diplôme a été récupérée. |        |
| - Aken (van)                                  | Écuyer              | – Vienne, 4 février 1756, Marie-Thérèse d'Autriche: Élévation de la noblesse de Joseph-Hyacinthe-Jacques van Aken, seigneur de Heysbroeck, avocat au Grand Conseil de Malines. |        |
| - Albert (d')                                 | Prince Comte        | – Vienne, 18 mai 1729, Charles VI du Saint-Empire: Confirmation de l'élévation à la principauté du domaine de Grimbergen et attribution du titre de « Prince de Berghes » (transférable par première naissance) au comte Louis-Joseph d'Albert, époux de la princesse Honorine de Berghes. |        |
| - Alegambe (d') Alegambe d'Auweghem (d')      | Comte Baron         | – Tournai, 9 février 1600, Albert d'Autriche: Remise de la chevalerie par l'archiduc à Louis d'Alegambe, seigneur de Basenghien, à l'occasion de la joyeuse entrée des archiducs à Tournai. Seule une mention non officielle de ce prix a été trouvée. – Madrid, 14 mai 1641, Philippe IV d'Espagne: Attribution du titre (personnel) de chevalier à l'écuyer Charles d'Alegambe, seigneur de Basenghien, échevin de la ville de Gand, etc. (fils de ce qui précède). – Vienne, 26 juillet 1755, Marie-Thérèse d'Autriche: Confirmation de l'élévation à la baronnie de la seigneurie d'Auweghem (Zingem) et attribution de ce titre (transférable par première naissance) à l'Esquire Charles d'Alegambe, (petit-fils du précédent). – Vienne, 19 décembre 1764, Marie-Thérèse d'Autriche: Attribution du titre de comte (transférable à la première naissance) et propagation des armes à Charles-Guillaume d'Alegambe, baron van Auweghem (fils du précédent). – La Haye, le 14 avril 1816, Guillaume Ier: Nomination de Charles-Marie d'Alegambe à la chevalerie de Flandre orientale, avec les titres de «comte d'Alegambe» et de «baron van Auweghem». Dans le premier officiel, la liste de noblesse stipule que les titres sont transférables à la première naissance, tandis que les autres descendants portent le titre de baron. – Prague, 12 avril 1628, Ferdinand II Saint-Empire: Motu proprio confirmation dans la noblesse du Saint Empire Romain, avec changement d'armes et attribution de quatre quartiers nobles, pour Ferdinandus d'Alegambe, capitaine dans l'infanterie (neveu de l'ancêtre de la première branche). Seule la minute du diplôme a été récupérée. |        |
| - Aleman                                      | Écuyer              | – Bruxelles, 14 janvier 1550, Charles V du Saint-Empire: Motu proprio noblesse, attribution du titre (personnel) de chevalier et de quatre quartiers nobles à Dieudonné Aleman. |        |
| - Alépy                                       | Écuyer              | – L'Escurial, 22 mai 1592, Philippe II d'Espagne: Concession de noblesse de Guillaume Alépy, ancien commis-payeur de la grande saline de Salins en Franche-Comté. Ces lettres ouvertes ont été dûment enregistrées auprès de la Cour des comptes de Dole. |        |
| - Algoet                                      | Écuyer              | – Bruxelles, 10 décembre 1543, Charles V du Saint-Empire: Motu proprio anoblissement de Livinus Algoet, dit Panagathus, Omnibonus ou Algotius, secrétaire (amanuensis) d'Érasme,, greffier de la chancellerie impériale, héraut de l'empereur, etc. Seule la minute du diplôme a été récupérée. |        |
| - Allamont (d')                               | Comte               | – Madrid, 27 mai 1642, Philippe IV d'Espagne: Remise du titre (personnel) de chevalier à Théodore d'Allamont, seigneur de Brandeville, prévôt de Bastogne, élu président du Leenhof du duché de Luxembourg. – Madrid, 11 décembre 1652, Philippe IV d'Espagne: Élévation au comté de la seigneurie luxembourgeois de Brandeville et attribution de ce titre (transférable par première naissance) au chevalier Théodore d'Allamont (précité). |        |
| - Alscheid (d')                               | Écuyer              | – Madrid, 28 mars 1591, Philippe II d'Espagne: Concession de noblesse de Jean d'Alscheid, ancien soldat de la garnison de Thionville. |        |
| - Alstein (van)                               | Écuyer              | – Vienne, 17 janvier 1771, Marie-Thérèse d'Autriche: Concession de noblesse de Pierre-Louis van Alstein, haut pointeur de la châtellenie d'Audenarde. |        |
| - Altere (van)                                | Écuyer              | – Madrid, 20 mai 1690, Charles II d'Espagne: Concession de noblesse de Jean van Altere, fils de Pierre, ancien conseiller municipal de la ville de Bruges. |        |
| - Alvarado y Bracamonte (d')                  | Vicomte Écuyer      | – Munich, 13 juin 1695, Maximilien-Emmanuel de Bavière: Nomination de Jean d'Alvarado y Bracamonte comme conseiller et receveur général au Conseil des finances à Bruxelles. Si nécessaire, cette fonction était élevée au rang de noblesse héréditaire. – Madrid, 9 mars 1701, Philippe V d'Espagne: Remise du titre de vicomte (transférable à la première naissance) à Jean-Guillaume d'Alvarado y Bracamonte (précité). Cette concession fut annulée par le décret du 16 mai 1716, mais rétablie par l'édit du 10 février 1726 sous condition d'enregistrement aux Pays-Bas. La condition d'enregistrement a été dûment remplie. |        |
| - Amman (d')                                  | Vicomte Écuyer      | – Saragosse, 23 septembre 1642, Philippe IV d'Espagne: Remise du titre (personnel) de chevalier à l'écuyer Gilles-François d'Amman, seigneur de Warnoyse, ancien soldat. – Versailles, 6 mars 1686, Louis XIV de France: Attribution du titre de vicomte (transférable à la première naissance) à Louis-Joseph d'Amman, seigneur d'Hérine, etc., grand bailli de Tournai (fils du précédent). Ce diplôme a été enregistré par le Parlement de Flandre à Tournai. – Madrid, 17 janvier 1645, Philippe IV d'Espagne: Élévation en vicomté de la seigneurie flamand d'Oomberghe (Zottegem) et attribution de ce titre (transférable à la première naissance) à l'écuyer Gaspard d'Amman, sommé d'invoquer l'interdiction du comté de Flandre (oncle du précédent). |        |
| - Amondans (d')                               | Écuyer              | – Bruxelles, 22 juin 1611, Albert d'Autriche: Concession de noblesse de Claude d'Amondans, naissance de Fertans en Franche-Comté, capitaine du château d'Ornans, etc. Seules la demande favorablement apostillée et la minute du diplôme ont été retrouvées. |        |
| - Amor de Soria                               | Comte Écuyer        | – Vienne, 10 novembre 1728, Charles VI du Saint-Empire: Remise du titre de baron (transférable par droit d'aînesse, avec autorisation de transférer le titre, en l'absence de descendance mâle, à l'un de ses cousins) et changement d'armes à Juan Amor de Soria, premier fonctionnaire à la Secrétairerie d'État pour la Royaumes et Provinces d'Italie et des Pays-Bas à Vienne. – Vienne, 16 février 1732, Charles VI du Saint-Empire: Remise du titre de comte (transférable par droit d'aînesse, avec autorisation de transférer le titre, en l'absence de descendance masculine, à l'un de ses cousins) au baron Johannes Amor de Soria (précité), secrétaire des royaumes de Naples et de Sicile à le Haut Conseil d'Espagne à Vienne, etc. Seuls le dessin et une copie administrative du diplôme ont été retrouvés. Cette subvention n'avait aucune force juridique aux Pays-Bas autrichiens. – Vienne, 1er août 1753, Marie-Thérèse d'Autriche: Admission sous le sceau secret du comte Jean Amor de Soria (précité), ancien secrétaire au Conseil suprême d'Italie à Vienne, etc., pour passer son titre de baronne à son neveu Hilaire-Narcisse. |        |
| - Amounet                                     | Écuyer              | – Madrid, 1er juillet 1652, Philippe IV d'Espagne: Concession de noblesse de Pierre Amounet, seigneur de Hailly, grand bailli du comté de Henin. |        |
| - Ancion (d') Anncion de Ville (d')           | Chevalier Écuyer    | – Vienne, 3 avril 1727, Charles VI du Saint-Empire: Concession de noblesse, avec autorisation de faire précéder son nom d'une particule noble et de conférer quatre quartiers nobles, à Damianus d'Ancion, chanoine du chapitre collégial Saint-Jean à Liège, ainsi qu'à son frère Petrus-Damianus, ancien député de la États de la Principauté de Liège. – Laken, 13 septembre 1817, Guillaume Ier des Pays-Bas: Nomination de Jean-François d'Ancion de Ville à la Chevalerie de Liège. Son admission à la pairie fut confirmée par un acte de preuve. – Bruxelles, 31 mai 1819, Guillaume Ier des Pays-Bas: Reconnaissance de la noblesse avec le titre de chevalier, transférable par droit d'aînesse, pour Jean-François d'Ancion de Ville (précité), membre de la Chevalerie de Liège. Bien que le diplôme ait été levé, aucun exemplaire n'a été retrouvé. |        |
| - Andrea                                      | Écuyer              | – Bruxelles, 12 mars 1611, Albert d'Autriche: Concession de noblesse de Jérôme Andrea. Diplôme dûment enregistré aux Pays-Bas, dont seule une copie administrative a été trouvée. |        |
| - Andrea d'Ennershausen                       | Écuyer              | – Vienne, 5 août 1739, Charles VI du Saint-Empire: Concession de noblesse, avec l'ajout du nom « d'Ennershausen », pour Pierre Andrea, seigneur de Nedersjegen dans le duché de Luxembourg. |        |
| - Andressot                                   | Écuyer              | – Madrid, 8 janvier 1656, Philippe IV d'Espagne: Concession de noblesse de Claude Andressot, originaire de Franche-Comté, capitaine d'une compagnie d'infanterie, etc. Ces lettres ouvertes ont été dûment enregistrées à la Cour des comptes de Dole. |        |
| - Andriesens (d')                             | Écuyer              | – Vienne, 18 septembre 1733, Charles VI du Saint-Empire: Concession de noblesse, avec l'autorisation de précéder son nom d'une particule noble et l'attribution de quatre quartiers nobles, pour Carolus-Servatius Andriesens. Le diplôme a été enregistré auprès du Conseil Secret de la Principauté de Liège. |        |
| - Anethan (d')                                | Baron               | – Ratisbonne, 27 août 1630, Ferdinand II du Saint-Empire: Concession de noblesse, aux armements accrus, exemption des charges municipales, nomination à la cour des comtes de Palatin et attribution de quatre quartiers nobles, à Johannes d'Anethan, licencié en droit, conseiller de l'électeur de Trèves, etc. le diplôme a été retrouvé. – Vienne, 1er décembre 1787, Joseph II du Saint-Empire: Remise du titre de baron (transférable à la première naissance) à l'écuyer François d'Anethan, seigneur de Densborn, grand maître forestier du duché de Luxembourg. – La Haye, 5 mars 1816, Guillaume Ier des Pays-Bas: Nomination de François-Henri d'Anethan (précité) avec le titre de Baron à la Chevalerie de Luxembourg. Son admission à la pairie fut confirmée par un acte de preuve. La première liste officielle de noblesse stipule que le titre est transférable à la première naissance, tandis que les autres descendants mâles portent le titre de chevalier. – La Haye, 5 mars 1816, Guillaume Ier des Pays-Bas: Nomination de Jacques-Joseph d'Anethan (fils aîné des précédents) avec le titre de baron à la chevalerie de Luxembourg. Son admission à la pairie fut confirmée par un acte de preuve. La première liste officielle de noblesse ne confirme pas ce titre. – Bruxelles, 15 février 1840, Léopold Ier, roi des Belges: Reconnaissance du titre de baron, transférable à tous les descendants portant le nom, pour l'écuyer Jules-Joseph d'Anethan, avocat général à la cour d'appel de Bruxelles (fils cadet de Jacques, précité). – Bruxelles, 15 février 1840, Léopold Ier, roi des Belges: Reconnaissance du titre de baron, transférable à tous les descendants portant le nom, pour Esquire Henri-Armand d'Anethan, deuxième secrétaire du cabinet du roi (frère du précédent). – Bruxelles, 15 février 1840, Léopold Ier, roi des Belges: Reconnaissance du titre de baron, transférable à tous les descendants portant le nom, pour l'écuyer Henri-Auguste d'Anethan, (frère du précédent). – La Haye, 26 avril 1816, Guillaume Ier des Pays-Bas: Nomination de Pierre-Félix d'Anethan (oncle de ce qui précède) avec le titre (personnel) de Baron dans la Chevalerie de Luxembourg. Son admission à la pairie fut confirmée par un acte de preuve. La première liste officielle de noblesse ne confirme pas ce titre. – La Haye, 10 mai 1828, Guillaume Ier des Pays-Bas: Confirmation du titre personnel de baron de Pierre-Félix d'Anethan (précité), membre de la Chevalerie de Luxembourg. Bien que le diplôme ait été levé, aucun exemplaire n'a été retrouvé. |        |
| - Angelis (de)                                | Écuyer              | – Louvain, 25 novembre 1599, Albert d'Autriche: Remise de la chevalerie par l'archiduc à Guillaume de Angelis, échevin de la ville de Louvain, à l'occasion de la joyeuse entrée des Archiducs à Louvain. Seul un dossier administratif de cette subvention a été trouvé. |        |
| - Anne Anne de Molina                         | Écuyer              | – Vienne, 25 juillet 1750, Marie-Thérèse d'Autriche: Concession de noblesse de Joseph-Adrien Anne, ancien échevin de la ville de Termonde, ainsi que de son frère Charles-Lambert, registraire de la même ville. – Bruxelles, 26 juin 1871, Léopold II, roi des Belges: Reconnaissance de la noblesse pour Victor-Xavier Anne, grande propriétaire foncière. – Bruxelles, 15 mai 1885, Léopold II, roi des Belges: Ajout du nom «de Molina» attribué à l'écuyer Victor-Xavier Anne (précité). |        |
| - Anneux (d')                                 | Marquis Écuyer      | – Madrid, 26 janvier 1651, Philippe IV d'Espagne: Élévation en tant que marquisat de la seigneurie hainautais de Grand-Wargnies (Wargnies-le-Grand) et attribution de ce titre (transférable de droit d'aînesse) à Philippe d'Anneux, baron de Crèvecœur, etc. |        |
| - Annez Annez de Taboada                      | Chevalier Écuyer    | – Vienne, 16 mars 1714, Charles VI du Saint-Empire: Motu proprio confirmation dans la noblesse du Saint Empire romain germanique, avec autorisation de précéder son nom d'une particule noble et attribution de quatre quartiers nobles, pour Petrus-Franciscus Annez, seigneur de Zillebeke, etc., licencié en droit. Bien que ce diplôme ait été dûment enregistré, il a été révoqué aux Pays-Bas autrichiens par le décret du 24 juillet 1734. – Vienne, 29 février 1736, Charles VI du Saint-Empire: Confirmation de noblesse, avec effet rétroactif au 16 mars 1714 et si nécessaire élévation de la noblesse, pour Pierre-François Annez (précité), seigneur van Rassegem, etc., bailli van Zillecke, etc. – Laeken, 14 août 1899, Léopold II, roi des Belges: Reconnaissance de la noblesse pour Alphonse-Marie Annez de Taboada. – Bruxelles, 5 novembre 1897, Léopold II, roi des Belges: Reconnaissance de la noblesse pour Céline-Anne-Marie Grégoire, veuve de Georges-Félix Annez de Taboada, ainsi que pour leurs enfants Gabrielle-Marie et Albert-Marie. – Bruxelles, 27 mars 1959, Baudouin, roi des Belges: Remise du titre de chevalier, transférable par droit d'aînesse, à Esquire Albert-Marie Annez de Taboada (l'un des précédents), avocat, ancien commissaire d'État aux dommages de guerre 1914-1918, etc. |        |

### B
| Nom                                           | Titre                      | Histoire | Blason |
| --------------------------------------------- | -------------------------- | --- | ------ |
| - Borchgrave (de) Borchgrave d'Altena (de)    | Comte                      | – Munich, 10 septembre 1745, Maximilien III Joseph de Bavière: Attribution du titre de comte du Saint Empire romain germanique, transférable à tous les descendants portant le nom, avec autorisation d'utiliser le prédicat Hoch- und Wohlisjes pour seigneur libre (baron) Johannes-Baptista de Borchgrave, des comtes d'Altena, seigneur de Bovelinghe, etc., ainsi que ses frères Nicolas-Bernardus, commandant de Ramersdorf, et Michael-Walerandus, chanoine du chapitre de la cathédrale de Liège. Ces lettres ouvertes, dont seule la minute a été récupérée, ont été enregistrées au Conseil secret de la Principauté de Liège. – La Haye, 16 février 1816, Guillaume Ier des Pays-Bas: Nomination de Jean-Guillaume-Michel de Borchgrave d'Altena (fils de Johannes-Baptista, précité) avec le titre de comte de la chevalerie de Limbourg. La première liste officielle des nobles stipule que le titre est transférable à tous les descendants portant le nom. – La Haye, 16 février 1816, Guillaume Ier des Pays-Bas: Nomination de Guillaume-Georges de Borchgrave d'Altena (fils de ce qui précède), avec le titre de chef de la chevalerie de Limbourg. – La Haye, 26 avril 1816, Guillaume Ier des Pays-Bas: Nomination de Jean-Louis-Antoine de Borchgrave (frère de Guillaume, mentionné sous 1), avec le titre (personnel) de comte de la chevalerie de Limbourg. |        |
| - Bonnot (de) Jean , Bonnot Jean Bonnot Jehan | Chevalier Ecuyer tranchant | Jean Bonnot est le fils de jean II bonnot ,écuyer et capitaine d'Arc-en-Barrois et de Marie de Vivonne. Il est le petit-fils de Jean Bonnot, Maitre des chambres des comptes de Dijon, Besancon et Lille. Jean est seigneur de Cormaillon, bailli de Hal en Hainaut. Il épouse Walburg Van Der Aa . Il sert comme Ecuyer tranchant de l'archiduchesse Maguerite d'Autriche, régente et gouvernante des Pays-Bas , à la mort de cette dernière , il devient Maréchal des Logis de la Reine Douairière Marie d'Autriche de Hongrie et de Bohème. Le 3 septembre 1528, il fut envoyer par l'empereur Charles Quint apporté la ratification de la trêve de Hampton-Cour à la France. |        |

- Haut – A
- B
- C
- D
- E
- F
- G
- H
- I
- J
- K
- L
- M
- N
- O
- P
- Q
- R
- S
- T
- U
- V
- W
- X
- Y
- Z

### C
| Nom                                          | Titre      | Histoire | Blason |
| -------------------------------------------- | ---------- | --- | ------ |
| - Croÿ (de) Croÿ-Solre (de) Croÿ-Roeulx (de) | Duc Prince | – Gênes, 17 avril 1533, Charles V du Saint-Empire: Élévation au duché du marquisat d'Aarschot en Brabant et attribution de ce titre (transférable à la première naissance) à Philippe de Croÿ, duc de Soria, etc. – Gênes, 17 avril 1533, Charles V du Saint-Empire: Élévation en tant que marquisat de la seigneurie artésienne de Renty (Saint-Omer) et attribution de ce titre (transférable par droit d'aînesse) à Philippe de Croÿ, duc d'Aarschot, prince de Chimay, etc., chevalier de l'Ordre de l'Or Fleece, chef du conseil des finances à Bruxelles, gouverneur et capitaine général du comté de Hainaut, etc. Diplôme dûment enregistré, dont seule une copie administrative a été trouvée. – Paris, 24 juillet 1598, Henri IV de France: Élévation au duché du manoir de Picardie de Crouy et attribution de ce titre (transférable par première naissance) à Charles de Croÿ. Seule une mention non officielle de ce diplôme a été trouvée. – Madrid, 6 août 1574, Philippe II d'Espagne: Élévation comme marquisat du manoir hainautais de Havré (Mons) et attribution de ce titre (transférable de droit d'aînesse) à Charles-Philippe de Croÿ (oncle du précédent). Seule une mention non officielle de ce diplôme a été trouvée. – Ratisbonne, 6 août 1594, Rodolphe II du Saint-Empire: Motu proprio affirmation du titre de Prince du Saint Empire Romain, transférable à tous les descendants portant le nom, pour Carolus-Philippus de Croÿ (précité), marquis de Havré. Cette subvention n'avait aucune force juridique aux Pays-Bas. – Paris, 4 juin 1561, Charles IX de France: Élévation en Principauté du manoir de Château-Porcien en Champagne et attribution de ce titre (transférable à la première naissance) à Antoine de Croÿ (neveu de Philippe, mentionné sous 1.1). Seule une mention non officielle de ce diplôme a été trouvée. – Saragosse, 18 novembre 1518, Charles V du Saint-Empire: Élévation du manoir brabançon de Heverlee (Louvain) en baronnie et du manoir aussi brabançon d'Aarschot, etc. en marquisat et attribution de ces titres (transférables à la première naissance) à Guillaume de Croÿ, chevalier de l'ordre de la Toison d'or , Seigneur de Chièvres, etc., grand et premier chambellan de l'empereur. – Saragosse, 31 janvier 1519, Charles V du Saint-Empire: Élévation au comté du manoir hainautais de Beaumont et attribution de ce titre (transférable de naissance) à Guillaume de Croÿ (précité), marquis d'Aarschot, etc. Diplôme dûment enregistré, dont seule une copie administrative a été trouvée. – Bologne, 24 février 1531, Charles V du Saint-Empire: Élévation au comté de la seigneurie du Hainaut du Roeulx et attribution de ce titre (transférable par droit d'aînesse) à Adrien de Croÿ, chevalier de l'ordre de la Toison d'or, premier intendant de l'empereur, etc. Seul un acte non officiel retrouvé. – Ratisbonne, 31 mars 1664, Léopold Ier du Saint-Empire: Motu proprio affirmation du titre de Prince du Saint Empire Romain, transférable à tous les descendants portant le nom, avec changement d'armes et autorisation d'utiliser le prédicat «Lieber Oheim» pour Philippe de Croÿ, comte de Le Roeulx, etc. la sentence n’avait aucune force juridique aux Pays-Bas. – Bruges, 14 janvier 1473, Charles le Téméraire: Élevé comme comté du manoir hainautais de Chimay et attribution de ce titre (transférable par première naissance) au chevalier Jean de Croÿ, chambellan (frère de l'ancêtre de première ligne). Diplôme dûment enregistré, dont seule une copie administrative a été trouvée. – Aix-la-Chapelle, 9 avril 1486, Maximilien Ier du Saint-Empire: Élévation en Principauté du Saint-Empire romain germanique du comté de Chimay dans le Hainaut, attribution motu proprio de ce titre (transférable sur le droit d'aînesse) et autorisation d'utiliser le prédicat illustris, pour Carolus de Croÿ, comte de Chimay (petit-fils du précédent un). Seule une copie administrative de ce diplôme a été retrouvée. – Escurial, 19 octobre 1590, Philippe II d'Espagne: Élévation au comté du manoir hainautais de Solre-le-Château (Avesnes) et attribution de ce titre (transférable à la première naissance) à Philippe de Croÿ. Seule une mention non officielle de ce diplôme a été trouvée. – Madrid, 19 octobre 1677, Charles II d'Espagne: Élévation en Principauté du comté de Solre-le-Château (Avesnes) et attribution de ce titre (transférable à la première naissance) à Philippe-Emmanuel de Croÿ, comte de Solre. – Ratisbonne, 3 mars 1833, Frédéric-Guillaume III de Prusse: Reconnaissance de l'appellation «Altesse Sereine» pour tous les princes et princesses de Croÿ. Cette reconnaissance a été faite en application du décret de la Confédération allemande du 18 août 1825. – Bruxelles, 2 janvier 1933, Albert Ier, roi des Belges: Reconnaissance de la noblesse avec le titre de prince, transférable à tous les descendants portant le nom, et autorisation d'utiliser le prédicat «Altesse Sérénissime», pour Léopold-Marie de Croÿ, grande première classe espagnole. – Bruxelles, 8 novembre 1919, Albert Ier, roi des Belges: Reconnaissance de la noblesse pour Marie de Croÿ (sœur de la précédente), avec autorisation de continuer à utiliser le titre personnel de princesse. La décision était sans conséquence, car les lettres ouvertes n'ont pas été levées. – Bruxelles, 8 janvier 1934, Albert Ier, roi des Belges: Reconnaissance de la noblesse avec le titre de prince, transférable à tous les descendants portant le nom, et autorisation d'utiliser le titre d'Altesse Sérénissime pour l'Esquire Réginald-Charles de Croÿ, envoyé extraordinaire et ministre plénipotentiaire (frère des précédents). – Bruxelles, 17 février 1927, Albert Ier, roi des Belges: Enrôlement dans la pairie du Royaume avec le titre de prince, transférable à tous les descendants portant le nom, et l'autorisation d'utiliser le titre d'Altesse Sérénissime pour Auguste-Marie de Croÿ, Chevalier de l'Ordre de l'Or Polaire (cousin germain des précédents). – Bruxelles, 27 octobre 1947, Charles de Belgique: Ajout du nom 'du Roeulx' attribué à H.D.H. le prince Étienne-Gustave de Croÿ (fils du précédent), ainsi que son frère H.D.H. prince Gustave-Ferdinand. – Ostende, 14 juillet 1884, Léopold II, roi des Belges: Enrôlement dans le royaume de la pairie avec le titre de prince, transférable à tous les descendants portant le nom, et l'autorisation d'utiliser le titre d'Altesse Sérénissime pour Henri-François de Croÿ, sous-lieutenant dans le premier régiment de guides. – Laeken, 26 janvier 1892, Léopold II, roi des Belges: Enrôlement dans la pairie du Royaume avec le titre de prince, transférable à tous les descendants portant le nom, et l'autorisation d'utiliser le titre d'Altesse Sérénissime pour Ferdinand-Charles de Croÿ (frère du précédent). – Laeken, 26 janvier 1892, Léopold II, roi des Belges: Enrôlement dans la pairie du Royaume avec le titre de prince, transférable à tous les descendants portant le nom, et l'autorisation d'utiliser le titre d'Altesse Sérénissime pour Charles-Joseph de Croÿ (frère des précédents). – Madrid, 12 août 1627,Philippe IV d'Espagne: Élévation au duché du marquisat de Havré en Hainaut et attribution des titres respectifs de duc (transférable à la première naissance) et de duchesse (titre personnel) à Charles-Philippe de Croÿ, marquis de Renty, etc., capitaine du garde du corps allemand de Philippe (fils cadet) de Philippe, mentionné sous 2.2), et à son épouse Marie-Claire de Croÿ, marquise de Havré. Diplôme dûment enregistré, dont seule une copie administrative a été trouvée. |        |

- Haut – A
- B
- C
- D
- E
- F
- G
- H
- I
- J
- K
- L
- M
- N
- O
- P
- Q
- R
- S
- T
- U
- V
- W
- X
- Y
- Z

### D
| Nom                              | Titre | Histoire | Blason |
| -------------------------------- | ----- | --- | ------ |
| - Dietterich de Schönhoffen (de) | Baron | – Vienne, 2 novembre 1773, Joseph II du Saint-Empire: Remise du titre de chevalier du Saint-Empire romain germanique (transférable à tous les descendants masculins), ajout du nom von Schönhoffen et attribution de quatre quartiers nobles à Franciscus-Josephus von Dietterich, chef de la poste à Ratisbonne, etc. , ainsi que pour ses trois frères Carolus-Josephus-Ignatius, chanoine du chapitre collégial de Saint Gandolph à Bamberg, Fredericus-Maria, directeur de la poste de Tournai, et Georgius-Franciscus, fonctionnaire à la chancellerie du prince de Thurn et Taxis. – Laxenburg, 10 juin 1786, Joseph II du Saint-Empire: Attribution du titre de baron, transférable à tous les descendants portant le nom, à François-Joseph de Dietterich de Schönhoffen (précité), directeur général de la Poste de Ratisbonne, ainsi qu'à ses frères Charles-Joseph-Ignace, chanoine de la cathédrale de Gand, Frédéric-Marie, directeur de la poste de Tournai, et Georges-François, donateur à la cour du prince de Thurn et Taxis, tous les quatre chevaliers du Saint Empire romain. |        |

- Haut – A
- B
- C
- D
- E
- F
- G
- H
- I
- J
- K
- L
- M
- N
- O
- P
- Q
- R
- S
- T
- U
- V
- W
- X
- Y
- Z

### E
| Nom                                                                 | Titre                         | Histoire | Blason |
| ------------------------------------------------------------------- | ----------------------------- | --- | ------ |
| - Ennetières (d') Ennetières des Mottes (d') Ennetières d'Hust (d') | Marquis Comte Baron Chevalier | – Valladolid, 20 janvier 1524, Charles V du Saint-Empire: Motu proprio élévation à la noblesse du Saint Empire romain germanique pour Jérôme d'Ennetières, chevalier du Saint-Sépulcre, ancien prévôt de Tournai. Pas un seul exemplaire de ce diplôme n'a été retrouvé, mais les lettres ouvertes de 1588 énumérées ci-dessous en citent des extraits. – Madrid, 1 avril 1588, Philippe II d'Espagne: Homologation aux Pays-Bas de la noblesse impériale précitée en faveur de l'écuyer Arnould d'Ennetières, seigneur de Laplaigne, etc., secrétaire d'État à Bruxelles (petit-fils du précédent). – Versailles, 17 août 1676, Louis XIV de France: Remise du titre (personnel) de chevalier à Esquire Arnould-Jean d'Ennetières, seigneur des Watines, etc., Grand prévôt de Tournai. Ces lettres ouvertes ont été enregistrées auprès du Conseil souverain de Tournai. – Madrid, 19 décembre 1663, Philippe IV d'Espagne: Prolifération pour Robert d'Ennetières (frère du précédent). Cet octroi était sans conséquence, car les lettres ouvertes n'ont pas été levées. – Bruxelles, 10 mars 1620, Albert d'Autriche: Attribution du titre (personnel) de chevalier à l'écuyer Jean d'Ennetières, seigneur d'Harlebois, conseiller au Conseil des Finances à Bruxelles (frère d'Arnould, mentionné sous 1). – Madrid, 29 décembre 1625, Philippe IV d'Espagne: Remise du titre (personnel) de chevalier à l'écuyer de Jacques d'Ennetières, seigneur d'Harlebois, conseiller et comptable à la Cour des comptes de Lille (fils de ce qui précède). Diplôme dûment enregistré, dont seule une copie administrative a été trouvée. – Madrid, 4 juillet 1659, Philippe IV d'Espagne: Prolifération des armes pour le chevalier Jacques d'Ennetières (précité), trésorier général du Conseil des finances à Bruxelles. – Madrid, 23 mai 1664, Philippe IV d'Espagne: Élévation à la baronnie du manoir hainautais de La Berlière (Ath) et attribution de ce titre (transférable par première naissance) au chevalier Jacques d'Ennetières (précité). – Madrid, 16 novembre 1644, Philippe IV d'Espagne: Attribution du titre (personnel) de chevalier à l'écuyer Philippe-François d'Ennetières, seigneur des Mottes, fils du chevalier Jacques (précité), alors président de la Cour des comptes de Lille. – Madrid, 16 septembre 1680, Charles II d'Espagne: Élévation en tant que Marquisat des Mottes d'un manoir à déterminer et attribution de ce titre (transférable à la première naissance) à Philippe-François d'Ennetières (précité), Baron de La Berlière, etc., Trésorier Général du Conseil de Finance et conseiller au Conseil d'Etat à Bruxelles, etc. – Vienne, 3 novembre 1786, Joseph II du Saint-Empire: Prolifération des armes pour le marquis Joseph-Marie d'Ennetières et des Mottes, comte de Mouscron, Hust et du Saint Empire romain, etc., membre du Second État du comté de Hainaut. – La Haye, 5 mars 1816, Guillaume Ier des Pays-Bas: Nomination de Frédéric-Joseph d'Ennetières, comte de Mouscron, avec le titre de marquis de la chevalerie du Hainaut (neveu du précédent). Dans la première liste officielle de noblesse, il est déterminé que le titre est transférable à tous les descendants. – La Haye, 1 octobre 1822, Guillaume Ier des Pays-Bas: Reconnaissance du titre 'Marquis d'Ennetières en des Mottes', transférable à tous les descendants portant le nom, et des titres personnels 'Comte de Mouscron, Hust et du Saint Empire Romain' et 'Baron van Heule et de La Berlière' , pour Frédéric-Joseph d'Ennetières (précité). Il était dispensé de collecter des lettres ouvertes. – La Haye, 1 octobre 1822, Guillaume Ier des Pays-Bas: Reconnaissance de la noblesse avec le titre décompte, transférable à tous les descendants portant le nom, pour Camille-Frédéric d'Ennetières d'Hust (cousin germain du précédent). Il était dispensé de collecter des lettres ouvertes. – Madrid, 15 mai 1641, Philippe IV d'Espagne: Remise du titre (personnel) de chevalier pour écuyer Charles-Philippe d'Ennetières, seigneur de Croisaumont, bailli des villes de Vloesberg et Lessen. – Madrid, 7 décembre 1627, Philippe IV d'Espagne: Remise du titre (personnel) de chevalier à l'Esquire Pierre d'Ennetières, seigneur de La Grusonnerie (cousin germain du précédent), fils de Charles, qui était capitaine de la ville de Lille. – Lisbonne, 5 novembre 1582, Philippe II d'Espagne: Confirmation d'un jugement, concernant le port de vêtements de velours et de soie, rendu par le bailliage de Tournai et Tournai le 6 août 1546, pour écuyer François d'Ennetières, seigneur de Beaumez (fils de Hieronymus, anobli en 1524). Cet acte est cité dans les lettres ouvertes de 1588. – Madrid, 20 mai 1626, Philippe IV d'Espagne: Attribution du titre (personnel) de chevalier à l'écuyer Jean d'Ennetières, seigneur du Maisnil (petit-fils de François, précité). |        |

- Haut – A
- B
- C
- D
- E
- F
- G
- H
- I
- J
- K
- L
- M
- N
- O
- P
- Q
- R
- S
- T
- U
- V
- W
- X
- Y
- Z

### F
| Nom | Titre                                | Histoire | Blason |
| --- | ------------------------------------ | --- | ------ |
| - Faille (della) Faille de Waerloos (della) Faille d'Huysse (della) Faille d'Huysse van den Hecke de Lembeke (della) Faille d'Huysse de Montpellier de Vedrin (della) Faille de Leverghem (della) Faille d'Assenede (della) | Comte Vicomte Baron Chevalier Écuyer | – Prague, 18 août 1562, Ferdinand Ier du Saint-Empire: Octroi d'armes au Motu proprio et autorisation de contracter des emprunts dans le Saint Empire Romain pour Johannes della Faille, résident d'Anvers. – Cuenca, 3 juin 1642. Roi Philippe IV: Noblesse de Jean della Faille, échevin de la ville d'Anvers (petit-fils du précédent). – Cuenca, 3 juin 1642. Roi Philippe IV: Noblesse d'Alexandre della Faille, premier secrétaire et gardien des privilèges de la ville d'Anvers (frère du précédent). – Madrid, 3 février 1675. Reine régente Maria-Anna: Prolifération des armes pour l'écuyer Jean-Baptiste della Faille, seigneur de Reeth, ancien guerrier en service volontaire (fils du précédent). – Madrid, 9 février 1679. Roi Charles II: Remise du titre (personnel) de chevalier à Jean-Baptiste della Faille (précité). Armoiries: ni description ni dessin. – Madrid, 4 décembre 1679, Roi Charles II: Remise du titre (personnel) de chevalier pour écuyer Alexandre della Faille, seigneur de Reeth, margrave de la ville d'Anvers et du Land van Reyen (fils du précédent). – La Haye, 13 mars 1816. Le roi Willem I: François-Jean-Baptiste-Alexandre-Joseph della Faille de Waerloos nommé Chevalier d'Anvers. Il a prêté serment et s'est assis, bien que la décision de nomination ait été retirée. Cependant, il a refusé de régulariser son statut en émettant un acte de preuve. Armoiries: ni description ni dessin. – Bruxelles, le 24 mars 1889. Roi Léopold II: Reconnaissance de noblesse pour René-Jacques della Faille. – Bruxelles, le 22 décembre 1986. Roi Baudouin: Motu proprio attribution du titre personnel de vicomte à l'écuyer René-Marie-Frédégand della Faille de Waerloos, président de la Société royale de zoologie d'Anvers, etc. – Arrêté royal du 25 avril 1888. Roi Léopold II: Reconnaissance de la noblesse pour Émile-Augustin-Joseph della Faille (frère de René, mentionné sous 12.3). La décision a été sans conséquence, car le diplôme n'a pas été retiré. – La Haye, 13 mars 1816. Le roi Willem I: Nomination de Charles-Antoine-Marie-Hyacinthe della Faille (frère de François, mentionné sous 12.2) dans la chevalerie d'Anvers. Cette décision a été abrogée. – Cuenca, 3 juin 1642. Roi Philippe IV: Noblesse de Melchior della Faille (frère de Jean et Alexandre, mentionné sous 1.1 et 1.2). – Cuenca, 3 juin 1642. Roi Philippe IV: Noblesse de Balthazar della Faille, licencié en droit (frère du précédent). – Bruxelles, le 5 mai 1614. Archiducs Albert et Isabelle: Homologation aux Pays-Bas des armoiries accordées dans l'Empire en 1562 (mentionnées sous 1), le cas échéant avec noblesse pour Martin della Faille, seigneur de Nevele, conseiller au conseil d'amirauté, etc. – Madrid, 3 novembre 1623. Roi Philippe IV: Remise du titre (personnel) de chevalier à l'écuyer Jean della Faille, seigneur de Nevele (fils du précédent). – Madrid, 21 mars 1670. Reine régente Maria-Anna. Confirmation de l'ancienne élévation à la baronnie du manoir flamand de Nevele et attribution de ce titre (transférable par première naissance) à l'écuyer Jean-François della Faille (petit-fils du précédent), seigneur de cette baronnie, avec effet rétroactif à sa arrière-grand-père Martin, était conseiller au Conseil de l'Amirauté. – La Haye, 13 mars 1816. Le roi Willem I: Nomination de Charles-Antoine-Marie-Hyacinthe della Faille (frère de François, mentionné sous 12.2) dans la chevalerie d'Anvers. Cette décision a été abrogée. – Cuenca, 3 juin 1642. Roi Philippe IV: Noblesse de Melchior della Faille (frère de Jean et Alexandre, mentionné sous 1.1 et 1.2). – Cuenca, 3 juin 1642. Roi Philippe IV: Noblesse de Balthazar della Faille, licencié en droit (frère du précédent). Armoiries: décrites comme dans le diplôme de 1642, mentionné sous 1.1. – Bruxelles, le 5 mai 1614. Archiducs Albert et Isabelle: Homologation aux Pays-Bas des armoiries accordées dans l'Empire en 1562 (mentionnées sous 1), le cas échéant avec noblesse pour Martin della Faille, seigneur de Nevele, conseiller au conseil d'amirauté, etc. – Madrid, 3 novembre 1623. Roi Philippe IV: Remise du titre (personnel) de chevalier à l'écuyer Jean della Faille, seigneur de Nevele (fils du précédent). – Madrid, 21 mars 1670. Reine régente Maria-Anna: Confirmation de l'ancienne élévation à la baronnie du manoir flamand de Nevele et attribution de ce titre (transférable par première naissance) à l'écuyer Jean-François della Faille (petit-fils du précédent), seigneur de cette baronnie, avec effet rétroactif à sa arrière-grand-père Martin, était conseiller au Conseil de l'Amirauté. – Vienne, 11 février 1736. Charles VI, empereur romain germanique: Attribution du titre de baron (transférable à la première naissance) à l'écuyer François-Albert della Faille, seigneur d'Oycke, etc. (petit-fils du précédent), avec lien possible de ce titre avec le manoir flamand Huise (Zingem). – La Haye, le 14 avril 1816. Le roi Willem I: Nomination de François-Maximilien-Ghislain della Faille d'Huysse avec le titre de Baron de la Chevalerie de Flandre Orientale (petit-fils du précédent). La première liste officielle des nobles stipule que le titre est transférable à la première naissance. – Bruxelles, le 4 janvier 1843. Le roi Léopold I. Extension à tous les descendants portant le nom, du titre de Baron Adolphe-Joseph-Ghislain della Faille d'Huysse, ancien représentant du peuple, etc. (fils de ce qui précède). – Bruxelles, le 4 janvier 1843. Le roi Léopold I: Attribution du titre de baron, transférable à tous les descendants portant le nom, à Hippolyte-Louis-Théodore-Ghislain-Gaëtan della Faille, sénateur, etc. (frère du précédent). – Bruxelles, le 4 janvier 1843. Le roi Léopold I: Attribution du titre de baron, transférable à tous les descendants portant le nom, à Gustave-Jean-Baptiste-Auguste-Henri-Ghislain della Faille (frère des deux précédents). – Bruxelles, 17 avril 1885. Roi Léopold II: Ajout du nom «d'Huysse» attribué au Baron Gustave della Faille (précité). – Bruxelles, 30 octobre 1963, Roi Baudouin: Propagation, transférable à tous les descendants portant le nom, pour le baron Gaëtan-Georges-Marie-Ghislain della Faille d'Huysse, ingénieur civil électronique, etc. (petit-fils de ce qui précède), ainsi que pour ses oncles le baron Antoine-Maurice-Marie - Joseph-Ghislain, avocat à la cour d'appel de Bruxelles, et le baron Maximilien-Adolphe-Marie-Joseph-Ghislain, avocat à la Cour suprême, etc. Bruxelles, le 14 juillet 1966. Roi Baudouin: Propagation, transférable à tous les descendants portant le nom, pour le baron Michel-Martin-Marie-Joseph-Ghislain della Faille d'Huysse (cousin germain des deux derniers mentionnés), docteur en droit, etc., pour ses trois frères les barons Christian -Maurice-Marie-Joseph-Ghislain, docteur en droit, etc., Jean-Pierre-Ernest-Marie-Joseph-Ghislain, docteur en droit, et François-Maximilien-Marie-Joseph-Ghislain, ingénieur civil, ainsi que pour leur oncle le baron André-Marie-Joseph-Ghislain, ingénieur civil. – Bruxelles, le 4 janvier 1843. Le roi Léopold I: Remise du titre de baron, transférable à tous les descendants portant le nom, à Édouard-Théophile-Isidore-Constant della Faille (frère des barons Adolphe, Hippolyte et Gustave, mentionné sous 153.1-3). – Bruxelles, 16 juin 1890. Roi Léopold II: Ajout du nom d'Huysse attribué au baron Adolphe-Idesbald-Marie-Joseph-Ghislain della Faille (fils du précédent), ainsi qu'à sa sœur la baronne Hortense-Marie-Albine-Adélaïde-Colette-Ghislaine, épouse du chevalier René de Ghellinck d'Elseghem Vaernewyck. – Bruxelles, le 8 octobre 1985. Roi Baudouin: Prolifération des armes pour le baron Guido-Albert-Jean-Joseph-Idesbald-Christian-Marie-Ghislain alias Guy della Faille d'Huysse, ancien membre du Conseil provincial de Flandre orientale, etc. (petit-fils du précédent). – Madrid, 3 juin 1642. Roi Philippe IV: Noblesse de Vincent della Faille, seigneur de Rymenam. – Madrid, 3 juin 1642. Roi Philippe IV: Noblesse de Jérôme della Faille, licencié en droit (frère du précédent). – Madrid, 3 juin 1642. Roi Philippe IV: Augustin della Faille, licencié en droit (frère des deux précédents). – La Haye, 13 mars 1816. Le roi Willem I: Nomination de Joseph-Charles-Henri-Jean-Népomucène della Faille Leverghem à la chevalerie d'Anvers. Son admission à la pairie fut confirmée par un acte de preuve. – Laeken, 6 février 1893. Roi Léopold II: Attribution du titre de comte, transférable dès la première naissance, à l'écuyer Charles-Martin-Marie-Joseph della Faille de Leverghem, sénateur. – Bruxelles, le 9 septembre 1933. Le roi Albert I: Admission pour l'écuyer Charles-Jules-Marie-Joseph della Faille de Leverghem (petit-fils du précédent), pour utiliser le titre avec son père. – Bruxelles, le 8 octobre 1956. Roi Baudouin: Attribution du titre de baron, transférable par droit d'aînesse, à l'Esquire Gustave-Clément-Alexandre-Marie-Joseph della Faille de Leverghem (cousin de Charles, mentionné sous 18.1). – Bruxelles, le 20 mars 1964. Roi Baudouin: Attribution du titre de comte, transférable par droit d'aînesse, au baron Gustave della Faille de Leverghem (précité), avec autorisation pour son fils aîné, Edmond-Alexandre-Gaston-Ghislain-Marie-Joseph, de porter le titre avec lui. – Bruxelles, le 20 mars 1964. Roi Baudouin: Remise du titre de baron, transférable par droit d'aînesse, à l'Esquire Alexandre-Marcel-Ghislain-Marie-Joseph della Faille de Leverghem (fils cadet de Gustave, précité). – Bruxelles, le 24 avril 1985. Roi Baudouin: Remise du titre personnel de baron à Harold-Louis-Ghislain-Alexander-Marie-Joseph della Faille de Leverghem, ancien secrétaire général de l'Association belge des sociétés hypothécaires, ancien maire d'Oelegem, etc. (frère du précédent). – Bruxelles, 20 mai 1921. Roi Albert I: Remise du titre de baron, transférable par droit d'aînesse, à l'écuyer Jean-Léopardo-Marie-Joseph della Faille de Leverghem (frère de Charles, mentionné sous 18.1), échevin de Brasschaat, et admission pour sa belle-fille, Marguerite- Georgine de Ranst de Berchem de Saint Brisson, pour utiliser le titre (personnel) de baronne avant le nom de son défunt époux en tant que veuve de l'écuyer André-Gaston-Alphonse-Jean-Marie-Joseph della Faille. – Madrid, 6 avril 1629. Roi Philippe IV: Remise du titre (personnel) de chevalier à Pierre della Faille, seigneur d'Hermay. Armoiries: ni description ni dessin. – Madrid, 2 juillet 1632. Roi Philippe IV: Noblesse de Jean della Faille, licencié en droit (frère du précédent), dont le beau-père, le chevalier Pierre van den Broucke, était conseiller et pétitionnaire au Grand Conseil de Malines. – Fraga, 5 juillet 1644. Roi Philippe IV: Attribution du titre (personnel) de chevalier à l'écuyer Jean-Baptiste della Faille (précité), seigneur de Marielierde, etc., conseiller au Conseil de Justice de Flandre à Gand. – Madrid, 3 juin 1655. Roi Philippe IV: Remise du titre (personnel) de chevalier à l'Esquire Pierre della Faille, seigneur d'Eeclo, ancien capitaine d'infanterie, récipiendaire général des demandes et subventions du comté de Flandre, etc. (fils de ce qui précède). – Laxenburg, 14 mai 1768. Impératrice Maria-Theresia: Attribution du titre décompte (transférable à la première naissance) et augmentation des armes pour l'écuyer Emmanuel-Jean-Joseph della Faille, seigneur de la ville et de l'artisanat d'Assenede et de la ville, Keure et Vrij Eecloo, etc. – Vienne, 16 février 1780. Impératrice Maria-Theresia: Admission pour Joseph-Sébastien-Ghislain della Faille (fils du précédent) pour porter le titre et les armoiries avec son père. – La Haye, le 14 avril 1816. Le roi Willem I: Nomination de Joseph della Faille d'Assenede (précité) avec le titre de comte de la chevalerie de Flandre orientale. La première liste officielle des nobles stipule que le titre est transférable à la première naissance. – La Haye, le 14 avril 1816. Le roi Willem I: Nomination de Charles-Borromée-Alexandre-Ghislain della Faille (frère de ce qui précède) dans la chevalerie de Flandre orientale. Il n'a pas été anobli parce qu'il a refusé le rendez-vous. |        |

- Haut – A
- B
- C
- D
- E
- F
- G
- H
- I
- J
- K
- L
- M
- N
- O
- P
- Q
- R
- S
- T
- U
- V
- W
- X
- Y
- Z

### G
| Nom | Titre                | Histoire | Blason |
| --- | -------------------- | --- | ------ |
| - Gavre (de) | Prince Marquis Comte | – Prague, 20 juin 1592, Rodolphe II du Saint-Empire: Motu proprio élévation de la baronnie Loon de Vorsen (Gingelom) au comté du Saint Empire romain germanique, avec sauvegarde impériale, et attribution de ce titre (transférable à tous les descendants portant le nom) à Carolus de Gavre, seigneur libre (baron) de Vorsen. – Madrid, 18 mars 1597, Philippe II d'Espagne: Attribution du titre (personnel) de chevalier à Charles de Gavre (précité), comte de Vorsen et du Saint Empire romain germanique, colonel d'un régiment d'infanterie wallonne. – Nieuport, 20 mars 1602, Albert d'Autriche: Attribution du titre de «comte de Vorsen» (transférable par première naissance) à Charles de Gavre (précité), comte de Vorsen et du Saint Empire romain. – Ratisbonne, 24 mars 1623, Ferdinand II du Saint-Empire: Élévation de la ville de Loon et de la baronnie de Peer en comté du Saint Empire romain germanique et attribution du titre de comte de Vorsen et van Peer (transférable à tous les descendants portant le nom) à Carolus de Gavre, comte de Vorsen (neveu de le précédent). Seule la minute de ce diplôme a été retrouvée. – Madrid, 18 mars 1597, Philippe II d'Espagne: Attribution du titre (personnel) de chevalier à Adrien de Gavre, seigneur d'Aiseau, lieutenant-colonel du régiment duc d'Aarschot (oncle du précédent). – Aranjuez, 23 avril 1625, Philippe IV d'Espagne: Élévation au marquisat d'Aiseau (Aiseau-Presles) dans le Brabant et attribution de ce titre (transférable par première naissance) à Rasse de Gavre, comte de Beaurieu, capitaine d'une compagnie de cuiriers à cheval, etc. (fils du précédent).. – Vienne, 13 juin 1736, Charles VI du Saint-Empire: Attribution du titre de prince (transférable à la première naissance) et multiplication d'armoiries (blason doublé d'hermine) à Charles-Emmanuel-Joseph de Gavre, marquis d'Aiseau, comte du Saint Empire romain, etc. – La Haye, 5 mars 1816, Guillaume Ier des Pays-Bas: Nomination de Charles-Alexandre de Gavre (fils du précédent) avec le titre de Prince dans la Chevalerie du Hainaut. La première liste officielle des nobles stipule que le titre de prince est transférable à la première naissance. Le fils aîné porte le titre de marquis du vivant de son père, tandis que les descendants restants portent respectivement le titre de comte ou de comtesse.                                                                |        |
| - Glymes de Hollebecque (de) | Comte                | – Vienne, 22 décembre 1643, Ferdinand III du Saint-Empire: Motu proprio attribution du titre de comte « de Glymes van Hollebeke et du Saint Empire romain germanique», transférable à tous les descendants portant le nom, pour Winandus de Glymes, vicomte van Geldenaken, etc. – La Haye, 5 mars 1816, Guillaume Ier des Pays-Bas: Nomination de Ernest-Joseph de Glymes de Hollebecque avec le titre de comte de la chevalerie du Hainaut. La première liste officielle des nobles stipule que le titre est transférable à tous les descendants portant le nom. – Laeken, 28 octobre 1883, Léopold II, roi des Belges: Reconnaissance de la noblesse avec le titre décompte, transférable à tous les descendants portant le nom, pour Libert-Joseph de Glymes de Hollebecque, chef de service au ministère de la Justice. – Bruxelles, 14 janvier 1817, Guillaume Ier des Pays-Bas: Nomination de Henri-Ferdinand de Glymes de Hollebecque avec le titre de comte dans la chevalerie du Hainaut. La première liste officielle des nobles stipule que le titre est transférable à tous les descendants portant le nom. |        |
| - Goër (de) Goër de Herve (de) Goër de Forêt (de) Goër de Herve de Forêt (de)                                                        | Baron                | – Vienne, 2 mai 1690, Léopold Ier du Saint-Empire: Attribution du titre de chevalier du Saint Empire romain germanique (transférable à tous les descendants masculins) à Jacobus-Remigius de Goër de Hervé, seigneur de Forêt, etc., conseiller au Conseil ordinaire de la Principauté de Liège, ainsi qu'à son frère Denys-Petrus, Lord van Mesch, etc., prévôt du chapitre collégial de Notre-Dame à Aix-la-Chapelle. – Vienne, 28 février 1719, Charles VI du Saint-Empire: Motu proprio attribution du titre de Seigneur Libre (Baron) du Saint Empire Romain, transférable à tous les descendants portant le nom, au Chevalier-Bannister Jacobus de Goër de Hervé (précité), Seigneur de Haltinne, etc., Président de l'Ordinaire Conseil, etc. Le diplôme a été enregistré au Conseil Secret de la Principauté de Liège. – La Haye, 15 août 1822, Guillaume Ier des Pays-Bas: Reconnaissance de la noblesse avec le titre de baron, transférable à tous les descendants portant le nom, pour Charles-Ferdinand de Goër de Herve, ancien conseiller au Conseil ordinaire de la Principauté de Liège. – La Haye, le 5 mars 1816, Guillaume Ier des Pays-Bas: Nomination de Louis-Philippe de Goër de Forêt avec le titre de Baron à la Chevalerie de Liège. Son admission à la pairie fut confirmée par un acte de preuve. La première liste officielle des nobles stipule que le titre est transférable à tous les descendants portant le nom. – La Haye, 15 août 1822, Guillaume Ier des Pays-Bas: Reconnaissance de la noblesse avec le titre de baron, transférable à tous les descendants portant le nom, pour Léopold-Marie de Goër de Herve et de Forêt. Il était dispensé d'obtenir un diplôme. – Vienne, 8 mars 1697, Léopold Ier du Saint-Empire: Attribution du titre de Chevalier du Saint Empire Romain (transférable à tous les descendants masculins) à Thomas de Goër de Herve, second maire de la ville de Liège, etc. – Vienne, 18 août 1695, Léopold Ier du Saint-Empire: Attribution du titre de chevalier-drapeau-seigneur du Saint Empire romain germanique (transférable à tous les descendants masculins) et ajout du nom 'de Hervé' pour Henricus-Thomas de Göer, échevin de la ville de Liège (frère du précédent), ainsi que pour son frère Denys-Petrus, seigneur de Mesche, etc., chanoine du chapitre collégial de Notre-Dame à Aix-la-Chapelle. Le diplôme a été enregistré auprès du Conseil Secret de la Principauté de Liège. |        |
| - Grady (de) Grady de Horion (de) Grady de la Neuville (de) Grady de Brialmont (de) Grady de Croenendael (de) Grady de Bellaire (de) | Chevalier            | – Vienne, 24 octobre 1694, Léopold Ier du Saint-Empire: Élévation de la noblesse du motu proprio et quatre quartiers nobles pour Albertus de Grady. Le diplôme a été enregistré auprès du Conseil Secret de la Principauté de Liège. – Vienne, 28 août 1705, Joseph Ier du Saint-Empire: Motu proprio attribution du titre de chevalier-banderole du Saint Empire Romain (attribuable à tous les descendants masculins) et de quatre quartiers nobles à Petrus-Henricus de Grady, échevin de la Souveraine Justice de Liège. Le diplôme a été enregistré auprès du Conseil Secret de la Principauté de Liège. – La Haye, 18 octobre 1829, Guillaume Ier des Pays-Bas: Reconnaissance de la noblesse avec le titre de chevalier héréditaire, transférable à tous les descendants masculins, pour Henri-Léonard de Grady de Horion. – La Haye, 26 avril 1816, Guillaume Ier des Pays-Bas: Nomination de Albert de Grady de la Neuville (cousin germain du précédent) avec le titre de Chevalier de la Chevalerie de Liège. Son admission à la pairie fut confirmée par un acte de preuve. La première liste officielle des nobles stipule que le titre titre est transmissible aux descendants mâles (du nom). – Laken, 13 septembre 1817, Guillaume Ier des Pays-Bas: Nomination de Charles-Albert de Grady de Brialmont (cousin germain des deux précédents) avec le titre de chevalier de la Chevalerie de Liège. Son admission à la pairie fut confirmée par un acte de preuve. La première liste officielle de noblesse stipule que le titre est transférable à tous les descendants masculins. – Laken, 13 septembre 1817, Guillaume Ier des Pays-Bas: Nomination de Michel-Albert de Grady de Croenendael avec le titre de Chevalier de la Chevalerie de Liège. Son admission à la pairie fut confirmée par un acte de preuve. La première liste officielle de noblesse stipule que le titre est transférable à tous les descendants masculins. – La Haye, 26 avril 1816, Guillaume Ier des Pays-Bas: Nomination d'Albert-Antoine-Henri de Grady de Bellaire avec le titre de Chevalier de la Chevalerie de Liège. Son admission à la pairie fut confirmée par un acte de preuve. La première liste officielle de noblesse stipule que le titre est transférable à tous les descendants masculins. |        |

- Haut – A
- B
- C
- D
- E
- F
- G
- H
- I
- J
- K
- L
- M
- N
- O
- P
- Q
- R
- S
- T
- U
- V
- W
- X
- Y
- Z

### H
| Nom                                         | Titre         | Histoire | Blason |
| ------------------------------------------- | ------------- | --- | ------ |
| - Hemricourt (de) Hemricourt de Grunne (de) | Comte         | – Munich, 10 septembre 1745, Maximilien III Joseph de Bavière: Attribution du titre de comte du Saint Empire romain germanique, transférable à tous les descendants portant le nom, et autorisation d'utiliser le prédicat Hoch- und Wohlisjes pour seigneur libre (baron) Johannes-Claudius d'Hemricourt, seigneur de Seron, etc. .., et pour son cousin Conradus-Ferdinandus. Le diplôme a été enregistré auprès du Conseil Secret de la Principauté de Liège. Seuls le procès-verbal et une copie administrative de ce diplôme ont été retrouvés. – Bruxelles, 13 avril 1989, Baudouin, roi des Belges: Reconnaissance de la noblesse pour Jacques-Robert d'Hemricourt. – Laeken, 31 décembre 1902, Léopold II, roi des Belges: Reconnaissance de la noblesse avec le titre décompte, transférable à tous les descendants portant le nom, pour Edmond-Marie d'Hemricourt, sous-lieutenant du premier régiment de chasseurs à pied. – La Haye, 5 mars 1816, Guillaume Ier des Pays-Bas: Nomination de Jean-Ernest de Hemricourt avec le titre de comte aux Chevaliers de Liège et de Luxembourg Il résidait à Liège. Son admission à la pairie fut confirmée par un acte de preuve. La première liste officielle des nobles stipule que le titre est transférable à tous les descendants portant le nom. Armoiries: ni description ni dessin. – La Haye, 20 février 1816, Guillaume Ier des Pays-Bas: Nomination de Joseph-Mathias de Hemricourt de Grunne (petit-fils du comte Philippe de Grune et du Saint Empire romain, mentionné sous ce nom) avec le titre de comte dans la chevalerie de Namur La première liste officielle des nobles stipule que le titre est transférable à tous les descendants portant le nom. |        |
| - Hoensbroeck (de)                          | Marquis Comte | – Vienne, 12 février 1635, Ferdinand II du Saint-Empire: Attribution du titre de seigneur libre (baron) du Saint Empire romain germanique, transférable à tous les descendants portant le nom, avec autorisation d'utiliser le prédicat Wohlborn, pour Gaspar-Ulrich Hoensbro (uck), chevalier de l'ordre teutonique, comme ainsi que pour ses trois frères Adrian, Daniel et Conrad. – Madrid, 30 décembre 1675, Charles II d'Espagne: Élévation au grade de marquisat de la baronnie limbourgeoise de Hoensbroek et attribution de ce titre (transférable à la première naissance) au baron Arnould-Adrien de Hoensbrouck, maréchal héréditaire du duché de Gelderland, etc. (fils d'Adrian, précité). – Vienne, 1 septembre 1733, Charles VI du Saint-Empire: Motu proprio attribution du titre comte du Saint Empire romain germanique (transférable à tous les descendants portant le nom) et autorisation d'utiliser le prédicat Hoch- und Wohlisjes pour seigneur libre (baron) Wilhelmus-Adrianus Hoensbr (ouck) (fils de la précédent). Seuls le procès-verbal et une copie administrative de ce diplôme ont été retrouvés. – La Haye, 16 février 1816, Guillaume Ier des Pays-Bas: Nomination de Clément-Wenceslas de Hoensbro (u) ck (petit-fils du précédent) avec le titre de marquis dans la chevalerie de Limbourg. La décision de nomination a été retirée. |        |

- Haut – A
- B
- C
- D
- E
- F
- G
- H
- I
- J
- K
- L
- M
- N
- O
- P
- Q
- R
- S
- T
- U
- V
- W
- X
- Y
- Z

### L
| Nom                                     | Titre           | Histoire | Blason |
| --------------------------------------- | --------------- | --- | ------ |
| - Lalaing (de) Lalaing d'Audenarde (de) | Comte           | – Madrid, 25 octobre 1522, Charles V du Saint-Empire: Élévation de la seigneurie de Lallaing à Lille et attribution de ce titre, transférable de droit d'aînesse, à Charles de Lalaing. – Saragosse, 16 juin 1518, Charles V du Saint-Empire: Élévation au comté du domaine brabançon Hoogstraten et attribution de ce titre (transférable par première naissance) à Antoine de Lalaing, chevalier de l'Ordre de la Toison d'or, seigneur de Montigny, second chambellan, etc. (frère du précédent). – Madrid, 13 mars 1524, Charles V du Saint-Empire: Identification d'Antoine et Philippe de Lalaing (fils du précédent). Seule une copie non officielle de cet acte a été trouvée. – Vienne, 7 avril 1719, Charles VI du Saint-Empire: Remise du titre de comte (transférable à la première naissance) à Maximilien-Joseph de Lalaing, ancien gouverneur de la ville de Bruges, etc. – Vienne, 4 janvier 1749, Marie-Thérèse d'Autriche: Augmentation des armes du comte Maximilien de Lalaing (précité), lieutenant de maréchal, gouverneur et grand bailli de la ville de Bruges et du Brugse Vrije. – Laxenburg, 15 juin 1793, Ferdinand II du Saint-Empire: Élévation en baronnie du manoir brabançon d'Arquennes (Seneffe) ou d'un autre, à déterminer, manoir brabançon, et attribution de ce titre (transférable par première naissance) au comte Charles-Joseph de Lalaing et Tildonk, vicomte d'Audenaarde, etc., fils du comte Maximilien-Charles, grand bailli de la ville et châtelain de Courtrai, etc. – La Haye, 13 mars 1816, Guillaume Ier des Pays-Bas: Nomination de Charles de Lalaing de Thildonck (précité) avec le titre de comte de la chevalerie d'Anvers. Il est mort avant d'avoir pu prêter serment. – Bruxelles, 20 septembre 1877, Léopold II, roi des Belges: Reconnaissance de la noblesse avec le titre décompte, transférable à tous les descendants portant le nom, pour Maximilien-Jean de Lalaing, ancien ministre résident à la Cour de Madrid (fils du précédent). – La Haye, 13 mars 1816, Guillaume Ier des Pays-Bas: Nomination de Jean-Auguste de Lalaing (déjà décédé et frère du précédent) avec le titre de comte de la chevalerie d'Anvers. La transférabilité du titre n'a pas été déterminée. – La Haye, 26 avril 1816, Guillaume Ier des Pays-Bas: Nomination de François-Joseph de Lalaing (frère des précédents) avec le titre de Comte dans la Chevalerie de Brabant. La première liste officielle des nobles stipule que le titre est transférable à tous les descendants portant le nom. – Vienne, 13 juin 1778., Marie-Thérèse d'Autriche: Prolifération pour Eugène de Lalaing d'Audenarde, Chamberlain. – Schönbrunn, 15 octobre 1809, Napoléon Ier: Attribution du titre personnel de Baron de l'Empire, ainsi que l'attribution d'une livrée aux couleurs de l'écu, à Charles-Eugène de Lalaing d'Audenarde, pikeur de l'impératrice Joséphine, etc. (fils de la précédente). – Madrid, 18 juin 1629, Philippe IV d'Espagne: Attribution du titre (personnel) de chevalier à l'écuyer Pierre-Hypolite de Lalaing, seigneur de la Mouillerie, etc., récipiendaire général des domaines du quartier anversois. |        |
| - Lamberts-Cortenbach (de)              | Baron Chevalier | – Vienne, 11 mai 1686, Léopold Ier du Saint-Empire: Motu proprio conférant le titre de Chevalier du Saint Empire Romain (transférable à tous les descendants masculins) et l'autorisation de faire précéder son nom d'une noble particule pour Herman Lamberts, ainsi que pour son épouse Ludgarde Nütten. – La Haye, 16 février 1816, Guillaume Ier des Pays-Bas: Nomination de Ernest-Pierre Lamberts de Cortenbach à la chevalerie de Limbourg. Son admission à la pairie fut confirmée par un acte de preuve. En 1842, il accepta un siège dans la chevalerie du Limbourg néerlandais. – La Haye, 26 avril 1816, Guillaume Ier des Pays-Bas: Nomination de Frédéric-Ernest de Lamberts de Cortenbach (frère du précédent) avec le titre de baron à la Chevalerie de Liège. La première liste officielle des nobles stipule que le titre n'est pas transférable. Son admission à la pairie fut confirmée par un acte de preuve. – Laeken, 21 octobre 1861, Léopold Ier, roi des Belges: Permission, en vertu de son défunt mari, de continuer à détenir le titre de baronne pour Marie-Thérèse de Bex, veuve de Werner-Joseph de Lamberts-Cortenbach (frère des précédents), gouverneur du Limbourg, etc., et attribution du titre de baron, transférable par droit d'aînesse, à leurs quatre fils Jean-Chrétien, Frédéric-Joseph, Marie-Joseph et Joseph-Ferdinand. |        |
| - Longrée (de)                          | Chevalier       | – Munich, 25 avril 1783, Charles-Théodore de Bavière: Attribution du titre de chevalier du Saint Empire romain germanique (transférable à tous les descendants masculins) à Carolus-Henricus de Longrée. Seule la minute de ce diplôme a été retrouvée. Dans l'empire, la force juridique des nobles faveurs accordées à l'électeur était contestée. – Bruxelles, 27 septembre 1817, Guillaume Ier des Pays-Bas: Reconnaissance de la noblesse avec le titre de chevalier de Charles de Longrée (précité), liégeois. La première liste officielle de noblesse stipule que le titre est transférable à tous les descendants masculins. |        |

- Haut – A
- B
- C
- D
- E
- F
- G
- H
- I
- J
- K
- L
- M
- N
- O
- P
- Q
- R
- S
- T
- U
- V
- W
- X
- Y
- Z

### M
| Nom                             | Titre | Histoire | Blason |
| ------------------------------- | ----- | --- | ------ |
| - Marchant et d'Ansembourg (de) | Comte | – Madrid, 8 août 1681, Charles II d'Espagne: Anoblissement de Thomas Marchant, seigneur de la Haute Juridiction d'Asembourg, etc., échevin de la Ville de Luxembourg, etc. – Vienne, 10 décembre 1728, Charles VI du Saint-Empire: Élévation à la baronnie du manoir luxembourgeois d'Ansembourg (Tuntingen) et attribution du titre de baron de Marchant et d'Ansembourg (transférable par première naissance) à l'Esquire Thomas de Marchant, seigneur de Septfontaines, etc. (fils du précédent). – Vienne, 1 octobre 1749, Marie-Thérèse d'Autriche: Élevé comtes de la baronnie luxembourgeoise d'Ansembourg et du manoir de Kœurich, et attribution du titre de comte de Marchant et d'Ansembourg (transférable à la première naissance) au baron Lambert-Joseph de Marchant (fils du précédent). – Vienne, 16 juillet 1750, François II du Saint-Empire: Attribution du titre de comte du Saint Empire romain, transférable à tous les descendants portant le nom, avec autorisation d'utiliser le prédicat «Hoch- und Wohlisjes» pour le comte Lambert de Marchant et (d ') Ansembourg (précité). Cette subvention n'avait aucune force juridique aux Pays-Bas autrichiens. – La Haye, 16 février 1816, Guillaume Ier des Pays-Bas: Nomination de Jean-Baptiste de Marchant d'Ansembourg, membre de la chevalerie du Brabant septentrional, avec le titre de comte de la chevalerie du Limbourg. La première liste officielle des nobles stipule que le titre est transférable à tous les descendants portant le nom. En 1842, il accepta une nomination dans la chevalerie du Limbourg néerlandais. – Madrid, 17 août 1676, Charles II d'Espagne: Noblesse de Guillaume Marchant, seigneur de Hamave, etc. (oncle de Thomas, mentionné sous 1). |        |
| - Méan de Beaurieux (de)        | Comte | – Prague, 27 mars 1648, Ferdinand III du Saint-Empire: Confirmation de noblesse et attribution de quatre quartiers nobles à Carolus de Méan, maire de la ville de Liège, ainsi qu'à ses frères Laurentius et Philippus. Ce diplôme a été enregistré au Conseil Secret de la Principauté de Liège. – Vienne, 3 novembre 1694, Léopold Ier du Saint-Empire: Attribution du titre de seigneur libre (baron) du Saint Empire Romain, transférable à tous les descendants portant le nom, avec autorisation d'utiliser le prédicat Wohlborn pour Ferdinandus de Méan, Doyen de la cathédrale de Liège, etc. (fils de Carolus, précité), pour ses quatre frères, Wilhelmus, chanoine de la cathédrale de Liège, etc., Laurentius, chanoine de la cathédrale de Liège, Jean-Ernestus, seigneur de Saive, chanoine du chapitre collégial de Saint Martin à Liège, et Petrus Seigneur d'Attrin, etc., commissaire du prince évêque de Maastricht, etc., ainsi que leurs deux cousins Conradus, seigneur de Pailhe, etc., et Petrus, seigneur de Gutsenhoven. Ce diplôme a été enregistré au Conseil Secret de la Principauté de Liège. – Munich, 10 septembre 1745, Maximilien-Emmanuel de Bavière: Attribution du titre de comte du Saint Empire romain germanique (transférable à tous les descendants portant le nom), avec autorisation d'utiliser le prédicat du Hoch- und Wohlisjes pour seigneur libre (baron) Petrus de Méan, seigneur de Beaurieux, etc. ., Prince Bishop's Commissioner à Maastricht, etc. (petit-fils de Peter, précité). Ce diplôme, dont seule la minute a été récupérée, a été enregistré au Conseil Secret de la Principauté de Liège. – Francfort-sur-le-Main, 16 juillet 1792, Ferdinand II du Saint-Empire: Attribution du titre de comte du Saint Empire romain germanique, transférable à tous les descendants portant le nom, avec autorisation d'utiliser le prédicat Hoch- und Wohlisjes, pour seigneur libre (baron) Petrus-Carolus de Méan, membre du Second État des États de Namur, etc. (petit-fils de ce qui précède), ainsi que pour ses frères Freeman (Baron) Franciscus-Antonius, Prince-Evêque-Élu de Liège, etc., et Freeman (Baron) Caesar-Constantinus , Canon de la cathédrale de Liège, etc. – La Haye, 5 mars 1816, Guillaume Ier des Pays-Bas: Nomination de César-Constantin-Marie de Méan (fils de Pierre, précité) avec le titre de comte de la chevalerie de Liège. La première liste officielle des nobles stipule que le titre est transférable à tous les descendants portant le nom. Son admission à la pairie fut confirmée par un acte de preuve. – La Haye, 5 mars 1816, Guillaume Ier des Pays-Bas: Nomination de François-Eugène de Méan de Beaurieux (frère du précédent) avec le titre de Comte à la Chevalerie de Liège. La première liste officielle des nobles stipule que le titre est transférable à tous les descendants portant le nom. Son admission à la pairie fut confirmée par un acte de preuve. – La Haye, 5 mars 1816, Guillaume Ier des Pays-Bas: Nomination de François-Antoine de Méan, archevêque de Malines (oncle du précédent), avec le titre de comte à la chevalerie de Liège. Son admission à la pairie fut confirmée par un acte de preuve qui lui donna le titre de prince. La première liste officielle des nobles stipule que les titres de prince et de comte sont personnels. – Vienne, 8 juillet 1701, Léopold Ier du Saint-Empire: Prolongation de la confirmation de noblesse de 1648 (mentionnée sous 1-3) et octroi de quatre quartiers nobles pour Petrus-Josephus de Méan, seigneur van Meer, etc. |        |

- Haut – A
- B
- C
- D
- E
- F
- G
- H
- I
- J
- K
- L
- M
- N
- O
- P
- Q
- R
- S
- T
- U
- V
- W
- X
- Y
- Z

### O
| Nom                                                                        | Titre               | Histoire | Blason |
| -------------------------------------------------------------------------- | ------------------- | --- | ------ |
| • Oultremont (d’)                                                          | Comtes et comtesses | Voir détails à Maison d’Oultremont |        |
| - Outryve (van) Outryve d'Ydewalle (van) Outryve d'Ydewalle de Diest (van) | Baron Chevalier     | – Vienne, 21 septembre 1771, Marie-Thérèse d'Autriche: Concession de noblesse de Jean-Jacques van Outryve, seigneur de Merkem, de ses frères Jean-Georges, prêtre, et Emmanuel-Louis-Joseph, avocat au Conseil des Flandres, ainsi que de leur sœur Marie-Pétronille et de leur défunt père Pierre-François , Trésorier de la ville de Damme. De plus, le titre (personnel) de chevalier a été conféré à Jean-Jacques et Emmanuel. – Het Loo, 29 juillet 1822, Guillaume Ier des Pays-Bas: Reconnaissance de la noblesse avec le titre de chevalier pour Jean-Georges van Outryve d'Ydewalle, ainsi que pour son frère Emmanuel (tous deux précités). Pour l'aîné, le titre est transférable à tous les descendants masculins; pour son frère, le titre est personnel. Leur sœur Marie-Pétronille (précitée) reçoit une reconnaissance de noblesse personnelle. – Motril, 10 août 1982, Baudouin, roi des Belges: Motu proprio attribution du titre de baron, transférable par première naissance, au chevalier Pierre-Joseph d'Outryve d'Ydewalle, gouverneur honoraire de Flandre occidentale. |        |

- Haut – A
- B
- C
- D
- E
- F
- G
- H
- I
- J
- K
- L
- M
- N
- O
- P
- Q
- R
- S
- T
- U
- V
- W
- X
- Y
- Z

### P
| Nom | Titre                  | Histoire | Blason |
| --- | ---------------------- | --- | ------ |
| - Preud'homme (de) Preud'homme d'Hailly (de) Preud'homme d'Hailly de Nieuport (de) Preud'homme d'Hailly de Verquigneul (de) | Marquis Vicomte Ecuyer | – Bruxelles, 6 février 1531, Charles V du Saint-Empire: Noblesse de Pierre (de) Preud'homme, seigneur de Coisne, meier de Lille, etc. – Bruxelles, 15 février 1600, Albert d'Autriche: Remise de la bataille de chevalier par l'archiduc à Jean de Preud'homme dit d'Hailly, qui s'appelle baron van Poeke, vicomte van Nieuport (petit-fils du précédent), à l'occasion de la joyeuse entrée des archiducs à Atrecht. Seule une mention non officielle de ce prix a été trouvée. – La Haye, 14 avril 1816, Guillaume Ier des Pays-Bas: Nomination de Louis-Colette de Preud'homme d'Hailly avec le titre vicomte de Nieuport dans la chevalerie de Flandre occidentale. La première liste officielle des nobles stipule que le titre est transférable à la première naissance. – La Haye, 14 avril 1816, Guillaume Ier des Pays-Bas: Nomination de Charles-François de Preud'homme d'Hailly (frère du précédent) avec le titre de vicomte 'de Nieuport' dans la chevalerie de Flandre occidentale et du Brabant. Il résidait au Brabant. La première liste officielle des nobles stipule que le titre est transférable à la première naissance. – La Haye, 14 avril 1816, Guillaume Ier des Pays-Bas: Nomination de Constantin-François de Preud'homme d'Hailly (frère des précédents) avec le titre de vicomte 'de Nieuport' dans la chevalerie de Flandre occidentale. La première liste officielle des nobles stipule que le titre est transférable à la première naissance. – La Haye, 14 avril 1816, Guillaume Ier des Pays-Bas: Nomination de Charles-Florent de Preud'homme d'Hailly (fils de ce qui précède) avec le titre de vicomte 'de Nieuport' dans la chevalerie de Flandre occidentale. – Bruxelles, 27 mars 1829, Guillaume Ier des Pays-Bas: Admission pour Constantin-Joseph de Preud'homme d'Hailly de Nieuport (fils du précédent), petit-fils de Constantin-François-Antoine-Joseph de Preud'homme d'Hailly, vicomte de Nieuport, membre de la Chevalier van West Flanders, pour porter le titre avec son grand-père. – Bruxelles, 12 octobre 1886, Léopold II, roi des Belges: Ajout du nom de Nieuport attribué à Alfred-Antoine de Preud'homme d'Hailly, vicomte de Nieuport (fils du précédent), ainsi qu'à sa tante Mélanie-Thérèse-Justine-Constance, épouse de Chrétien de Caubergh. – La Haye, 5 mars 1816, Guillaume Ier des Pays-Bas: Nomination de Louis-Albert de Preud'homme d'Hailly de Nieuport (frère de Mélanie, précité) avec le titre de vicomte dans la chevalerie du Hainaut. La quatrième liste officielle des nobles stipule que le titre n'est pas transférable. – Bruxelles, 12 octobre 1886, Léopold II, roi des Belges: Ajout du nom «de Nieuport» attribué à Léonie-Marie-Charlotte Deys comme veuve de Alexandre-Victor de Preud'homme d'Hailly (fils du précédent). – Bruxelles, 11 décembre 1888, Léopold II, roi des Belges: Ajout du nom «de Nieuport» attribué à Louise-Mélanie de Preud'homme d'Hailly, épouse de l'écuyer Ernest de Thibault de Boesinghe (fille des précédents). – Versailles, 16 janvier 1756, Louis XV de France: Confirmation des titres de chevalier, transférables à tous les descendants mâles, et de marquis, transférables par première naissance, pour Albert-Constant Preud'homme d'Hailly de Verquigneul. Seule une copie administrative de ce diplôme a été retrouvée. – La Haye, 13 mars 1816, Guillaume Ier des Pays-Bas: Nomination de Louis-Henri de Preud'homme d'Hailly (fils du précédent) avec le titre de Marquis 'de Verquigneul' dans la Chevalerie du Brabant. La première liste officielle des nobles stipule que le titre est transférable à la première naissance. – Bruxelles, 4 février 1610, Albert d'Autriche: Attribution du titre (personnel) de chevalier pour écuyer François de Preudhomme dit d'Hailly, seigneur de Coisnes, ancien guerrier en compagnie d'ordonnance. Seule la pétition favorablement apostillée a été trouvée. – Madrid, 10 mai 1640, Philippe IV d'Espagne: Remise du titre (personnel) de chevalier à l'écuyer Pierre de Preudhomme d'Hailly, seigneur de La Riandrie (fils du précédent). – La Haye, 5 mars 1816, Guillaume Ier des Pays-Bas: Nomination de Charles de Preud'homme d'Hailly de Nieuport avec le titre de vicomte à la chevalerie du Hainaut. La décision de nomination a été retirée. |        |

- Haut – A
- B
- C
- D
- E
- F
- G
- H
- I
- J
- K
- L
- M
- N
- O
- P
- Q
- R
- S
- T
- U
- V
- W
- X
- Y
- Z

### R
| Nom                                                               | Titre                | Histoire | Blason |
| ----------------------------------------------------------------- | -------------------- | --- | ------ |
| - Roest d'Alkemade (de) Roest d'Alkemade Oem de Moesenbroeck (de) | Vicomte Baron Ecuyer | – Vienne, 16 janvier 1782, Joseph II du Saint-Empire: Remise du titre de baron (transférable à la première naissance) à l'écuyer Théodore-Jean Roest d'Alkemade, originaire de Dordrecht. – Vienne, 20 avril 1781, Joseph II du Saint-Empire: Autorisation accordée à Élisabeth-Marie Oem de Moesenbroeck, veuve de Jacques-Théodore Roest d'Alkemade, de nommer son fils cadet écuyer Jacques-Go (ds) c (h) alk Roest d'Alkemade (frère du précédent) et arme Oem. – Vienne, 1er décembre 1786, Joseph II du Saint-Empire: Attribution du titre de «baron d'Oem de Moesenbroeck» (transférable à la première naissance) à Jacques-Godsc (h) alk Roest d'Alkemade nommé Oem de Moesenbroeck (l'un des susdits), né à Dordrecht. – La Haye, 26 avril 1816, Guillaume Ier des Pays-Bas: Nomination de Jacques-Godschalk de Roest d'Alkemade (précité) avec le titre de vicomte dans la chevalerie du Brabant. La première liste officielle des nobles stipule que le titre est transférable à la première naissance. Son admission à la pairie fut confirmée par un acte de preuve. – Bruxelles, 19 février 1924, Albert Ier, roi des Belges: Remise du titre de baron, transférable par première naissance, à Xavier de Roest d'Alkemade (Oem de Moesenbroeck), ainsi qu'à ses trois cousins de plein droit Gaston, Marcel et Henri. Cette décision était sans conséquence car le diplôme n'a pas été annulé. – Bruxelles, 25 décembre 1925, Albert Ier, roi des Belges: Remise du titre de baron, transférable par première naissance, à l'Esquire Michel-Antoine de Roest d'Alkemade (Oem de Moesenbroeck) (neveu des trois derniers mentionnés). – Bruxelles, 25 décembre 1925, Albert Ier, roi des Belges: Remise du titre de baron, transférable de droit d'aînesse, à l'écuyer Étienne-Théodore de Roest d'Alkemade Oem de Moesenbroeck, président de l'ouvrage 'Le Mot du Soldat' pendant la Première Guerre mondiale, etc. (cousin germain) du précédent). – Bruxelles, le 25 décembre 1925, Albert Ier, roi des Belges: Attribution du titre de baron, transférable de première naissance, à l'écuyer Georges-Henri de Roest d'Alkemade Oem de Moesenbroeck, ancien sous-lieutenant (frère du précédent). – Bruxelles, 25 décembre 1925, Albert Ier, roi des Belges: Remise du titre de baron, transférable par droit d'aînesse, à l'écuyer Jacques-Marie de Roest d'Alkemade Oem de Moesenbroeck, volontaire de guerre 1914-1918 (frère des précédents). – Bruxelles, 25 décembre 1925, Albert Ier, roi des Belges: Remise du titre de baron, transférable par première naissance, à l'Esquire Robert-Hyacinthe de Roest d'Alkemade Oem de Moesenbroeck, adjudant, etc. (frère des précédents). – Bruxelles, 5 mai 1975, Baudouin, roi des Belges: Reconnaissance du titre de baron, transférable à tous les descendants portant le nom, pour Guy-Étienne de Roest d'Alkemade Oem de Moesenbroeck, capitaine-commandant de réserve d'infanterie (fils de ce qui précède). – Bruxelles, 25 décembre 1925, Albert Ier, roi des Belges: Attribution du titre de baron, transférable par première naissance, à l'écuyer Louis-Émile de Roest d'Alkemade Oem de Moesenbroeck, volontaire de guerre 1914-1918 (oncle du précédent). – Bruxelles, 25 décembre 1925, Albert Ier, roi des Belges: Remise du titre de baron, transférable par première naissance, à l'écuyer Théodore-Henri de Roest d'Alkemade Oem de Moesenbroeck, volontaire de guerre 1914-1918 (frère du précédent). – Vienne, 25 juillet 1739, Charles VI du Saint-Empire: Remise du titre de vicomte (transférable à la première naissance) à l'écuyer Frédéric Roest d'Alkemade. – Vienne, 31 mai 1741, Marie-Thérèse d'Autriche: Prolifération des armes pour le vicomte Frédéric Roest d'Alkemade. – Vienne, 19 août 1779, Marie-Thérèse d'Autriche: Confirmation, le cas échéant, du titre de vicomte (transférable de droit d'aînesse) pour Jérôme-Balthazar de Roest d'Alkemade (fils du précédent), avec autorisation de transférer le titre à un proche en l'absence de descendants. – Bruxelles, 26 octobre 1779, Charles VI du Saint-Empire: Lien du titre de vicomte au manoir de Stalle (Uccle) par Jérôme-Balthazar de Roest d'Alkemade (précité). |        |
| - Ruzette                                                         | Baron Chevalier      | – Vienne, 8 octobre 1757, Marie-Thérèse d'Autriche: Octroi du titre (personnel) de chevalier et propagation des armes à Emmanuel-Joseph Ruzette, fils de Michel-François, bailli de Vloesberg et Lessen. – Het Loo, 30 juillet 1822, Guillaume Ier des Pays-Bas: Reconnaissance de la noblesse avec le titre de chevalier, transférable à la première naissance, pour Maximilien Ruzette (petit-fils du précédent) et reconnaissance de la noblesse pour ses frères Édouard et Alexis. – Bruxelles, 26 février 1877, Léopold II, roi des Belges: Remise du titre de chevalier, transférable à tous les descendants masculins, à Léon-Emmanuel Ruzette, commissaire de district d'Ypres (fils d'Édouard, l'un des susdits). – Bruxelles, 10 juin 1888, Léopold II, roi des Belges: Attribution du titre de baron, transférable de première naissance, au chevalier Léon Ruzette (précité), gouverneur de Flandre occidentale. |        |

- Haut – A
- B
- C
- D
- E
- F
- G
- H
- I
- J
- K
- L
- M
- N
- O
- P
- Q
- R
- S
- T
- U
- V
- W
- X
- Y
- Z

### S
| Nom             | Titre | Histoire | Blason |
| --------------- | ----- | --- | ------ |
| - Stockhem (de) | Baron | – Vienne, 3 mars 1660, Léopold Ier du Saint-Empire: Motu proprio noblesse, attribution du titre de chevalier du Saint Empire Romain (transférable à tous les descendants masculins) et de quatre quartiers nobles à Hermanus de Stockem, chanoine de la cathédrale de Liège, ainsi qu'à ses trois frères Jean, prévôt de la collégiale Chapitre Saint-Mars à Liège, Nicolas, prévôt du chapitre collégial de Saint Paul à Liège, et Léonard. Ce diplôme, dont seule la minute a été récupérée, a été enregistré au Conseil Secret de la Principauté de Liège. – Vienne, 1 mars 1766, Joseph II du Saint-Empire: Attribution du titre de seigneur libre (baron) du Saint Empire romain, transférable à tous descendants portant le nom, autorisés à utiliser le prédicat le Wohl Born pour Leonardus-Erardus de Stockhem, seigneur de Vieux-Waleffe, etc. (petit-fils de Leonardus, l'un des susdits), ainsi que pour son frère Nicolas-Erasmus , seigneur van Heers, etc., conseiller au Conseil secret de la Principauté de Liège. – La Haye, 26 avril 1816, Guillaume Ier des Pays-Bas: Nomination de Léonard-Nicolasde Stockhem de Vieux-Waleffe (fils de Leonardus, l'un des susnommés) avec le titre de baron de la chevalerie de Liège. La première liste officielle des nobles stipule que le titre est transférable à tous les descendants portant le nom. Son admission à la pairie fut confirmée par un acte de preuve. – La Haye, 16 février 1816, Guillaume Ier des Pays-Bas: Nomination de Charles-François de Stockhem de Heers (cousin germain de ce qui précède) avec le titre de baron dans la chevalerie de Limbourg. La première liste officielle des nobles stipule que le titre est transférable à tous les descendants portant le nom. – La Haye, 26 avril 1816, Guillaume Ier des Pays-Bas: Nomination de François-Joseph de Stockhem (frère du précédent) avec le titre de Baron à la Chevalerie de Liège. La première liste officielle des nobles stipule que le titre est transférable à tous les descendants portant le nom. – La Haye, 16 février 1816, Guillaume Ier des Pays-Bas: Lambert-Gaspard de Stockhem (frère des précédents) nommé au titre de baron dans la chevalerie de Limbourg. La première liste officielle des nobles stipule que le titre est transférable à tous les descendants portant le nom. |        |

- Haut – A
- B
- C
- D
- E
- F
- G
- H
- I
- J
- K
- L
- M
- N
- O
- P
- Q
- R
- S
- T
- U
- V
- W
- X
- Y
- Z

### T
| Nom                                    | Titre     | Histoire | Blason |
| -------------------------------------- | --------- | --- | ------ |
| - Theux de Meylandt et Montjardin (de) | Chevalier | – Vienne, 30 juin 1703, Léopold Ier du Saint-Empire: Motu proprio conférant le titre de chevalier du Saint Empire romain germanique (transférable à tous les descendants masculins) et quatre quartiers nobles à Arnoldus-Leonis de Theux, docteur en droit. Le diplôme a été enregistré auprès du Conseil Secret de la Principauté de Liège. – Het Loo, 20 mai 1822, Guillaume Ier des Pays-Bas: Reconnaissance de la noblesse avec le titre de chevalier pour Joseph-Mathieu de Theux de Meylandt et Montjardin (petit-fils du précédent). La première liste officielle de noblesse stipule que le titre est transférable à tous les descendants masculins. – Bruxelles, 18 mars 1840, Léopold Ier, roi des Belges: Attribution du titre de comte, transférable à tous les descendants masculins, au chevalier Barthélemi-Théodore de Theux de Meylandt, ministre des Affaires étrangères et de l'Intérieur, etc. (fils cadet du précédent). |        |

- Haut – A
- B
- C
- D
- E
- F
- G
- H
- I
- J
- K
- L
- M
- N
- O
- P
- Q
- R
- S
- T
- U
- V
- W
- X
- Y
- Z

### U
| Nom                                                        | Titre              | Histoire | Blason |
| ---------------------------------------------------------- | ------------------ | --- | ------ |
| - Udekem (d') Udekem d'Acoz (d') Udekem de Guertechin (d') | Comte Baron Écuyer | – Vienne, 4 mai 1716, Charles VI du Saint-Empire: Élevé en baronnie du manoir brabançon de Gentinnes (Chastre) et attribution de ce titre (transférable à la première naissance) à l'écuyer Charles-Ghislain d'Udekem, seigneur de Limelette, etc. – La Haye, 5 mars 1816, Guillaume Ier des Pays-Bas: Nomination de Jacques-François d'Udekem d'Acoz avec le titre de Baron de la Chevalerie du Hainaut. La première liste officielle des nobles stipule que le titre est transférable à la première naissance. – Laeken, 21 octobre 1861, Léopold Ier, roi des Belges: Admission pour l'écuyer Jacques-Albert d'Udekem (petit-fils du précédent) pour utiliser le titre avec son père. – Bruxelles, 12 juin 1876, Léopold II, roi des Belges: Prolifération pour le baron Jacques d'Udekem (précité). – Bruxelles, 10 juin 1886, Léopold II, roi des Belges: Ajout du nom «d'Acoz» attribué au baron Jacques d'Udekem (précité). – Bruxelles, 15 février 1966, Baudouin, roi des Belges: Admission pour l'écuyer Henri-Joseph d'Udekem d'Acoz, avocat au barreau d'Ypres, représentant adjoint du peuple, maire de Proven, etc., pour utiliser le titre avec son père. – Bruxelles, 25 octobre 1924, Albert Ier, roi des Belges: Remise du titre de baron, transférable par droit d'aînesse, à l'écuyer Paul-Joseph d'Udekem d'Acoz. – Bruxelles, 10 juin 1886, Léopold II, roi des Belges: Ajout du nom «d'Acoz» accordé à l'écuyer Louis-Jean-Ghislain d'Udekem (oncle du précédent). – Bruxelles, 10 mars 1921, Albert Ier, roi des Belges: Attribution du titre de baron, transférable par droit d'aînesse, à l'écuyer Arnold-Gérard d'Udekem d'Acoz, maire de Wanfercée-Baulet, etc. (fils du précédent). – Bruxelles, 6 juillet 1852, Léopold Ier, roi des Belges: Reconnaissance du titre de baron, transférable du droit d'aînesse, pour Ferdinand d'Udekem, sénateur. La décision a été sans conséquence, car le diplôme n'a pas été retiré. Armoiries: ni description ni dessin. – Bruxelles, 25 janvier 1888, Léopold II, roi des Belges: Ajout du nom «de Guertechin» attribué à Léon-Louis d'Udekem (fils du précédent). – Laeken, 17 avril 1891, Léopold II, roi des Belges: Reconnaissance de la noblesse pour Léon d'Udekem de Guertechin (précité). – Bruxelles, 19 juin 1978, Baudouin, roi des Belges: Changement de nom (d'Udekem Gentinnes) attribué à Charles-Ghislain d'Udekem de Guertechin. |        |
| - Ursel (d') Ursel de Bousies (d')                         | Duc Comte          | – Bruxelles, 4 mai 1619, Albert d'Autriche: Octroi du titre (personnel) de chevalier à Conrad (d'Ursel) de Grobendoncq, seigneur de Gestel, homme de la ville d'Anvers (fils de Conrad Schetz, que l'on retrouve sous ce nom, qui, après l'adoption par sa tante Barbe d'Ursel, prit le nom d'Ursel et armoiries en 1617). Seules la pétition favorablement apostillée et la minute du diplôme ont été récupérées. – Bratislava, 22 janvier 1638, Ferdinand III du Saint-Empire: Motu proprio attribution du titre de comte d'Ursel, de Hoboken et du Saint Empire romain germanique, transférable à tous les descendants portant le nom, à Conrad d'Ursel (précité), baron de Hoboken et Hingene, etc. a été approuvé sous le sceau secret de Philippe IV le 20 mars 1639. – Vienne, 24 avril 1717, Charles VI du Saint-Empire: Élévation au duché de la baronnie brabançonne de Hoboken (Anvers) et attribution de ce titre (transférable à la première naissance) au comte Conrad-Albert d'Ursel, supérieur général du camp de l'armée aux Pays-Bas autrichiens, etc. (petit-fils de ce qui précède). – Paris, 16 décembre 1810, Napoléon Ier: Remise du titre personnel de Comte d'Empire, ainsi que l'attribution d'une livrée aux couleurs de l'écu, à Charles-Joseph d'Ursel, maire de la ville de Bruxelles. – La Haye, 13 mars 1816, Guillaume Ier des Pays-Bas: Nomination de Charles-Joseph d'Ursel (précité) avec le titre de duc de la Chevalerie d'Anvers. Dans la première liste officielle des nobles, il est déterminé que le titre est transférable à la première naissance; tandis que les autres descendants portant le nom portent respectivement le titre comte ou comtesse. – Bruxelles, le 6 février 1884, Léopold II, roi des Belges: Multiplication des armes pour Isabelle-Charlotte de Clermont-Tonnerre, comme veuve du comte Charles-Marie d'Ursel (petit-fils du précédent), ainsi que pour leur fille unique. – Bruxelles, 6 février 1884, Léopold II, roi des Belges: Propagation d'armes pour le duc Marie-Charles d'Ursel (frère de Charles, susmentionné), qui, en tant que chef de famille, est le seul à conserver le droit d'utiliser les armoiries comme stipulé ci-dessus- diplôme mentionné de 1717. – Bruxelles, 6 février 1884, Léopold II, roi des Belges: Multiplication d'armes pour le comte Léon-Léopold d'Ursel (frère des précédents). – Bruxelles, 6 février 1884, Léopold II, roi des Belges: Multiplication d'armes pour le comte Louis-Marie d'Ursel, sénateur (oncle des précédents). – Bruxelles, 6 février 1884, Léopold II, roi des Belges: Multiplication d'armes pour Marie-Camille de Croix, veuve du comte Marie-Auguste d'Ursel, ainsi que pour leurs enfants. |        |

- Haut – A
- B
- C
- D
- E
- F
- G
- H
- I
- J
- K
- L
- M
- N
- O
- P
- Q
- R
- S
- T
- U
- V
- W
- X
- Y
- Z

### V
| Nom | Titre | Histoire | Blason |
| --- | ----- | --- | ------ |
| - Villenfagne (de) Villenfagne de Vogelsanck (de) Villenfagne d'Ingihoul (de) Villenfagne de Sorinnes (de) Villenfagne de Zolder (de) Villenfagne de Loën (de) | Baron | – Vienne, 29 avril 1785, Joseph II du Saint-Empire: Remise du titre de seigneur libre (baron) du Saint Empire Romain, transférable à tous les descendants portant le nom, avec autorisation d'utiliser le prédicat «Wohlborn» pour Johannes-Ignatius de Villenfagne, ancien maire de la ville de Liège. Le diplôme a été enregistré auprès du Conseil Secret de la Principauté de Liège. – La Haye, 16 février 1816, Guillaume Ier des Pays-Bas: Nomination de Antoine-Lambert-Joseph de Villenfagne de Zolder (fils du précédent) avec le titre de Baron à la Chevalerie de Limbourg. La première liste officielle des nobles stipule que le titre est transférable à tous les descendants portant le nom. Son admission à la pairie fut confirmée par un acte de preuve. – La Haye, 26 avril 1816, Guillaume Ier des Pays-Bas: Nomination de Joseph-Hilarion de Villenfagne d'Ingihoul (frère du précédent) avec le titre de baron de la Chevalerie de Liège. La première liste officielle des nobles stipule que le titre est transférable à tous les descendants portant le nom. Son admission à la pairie fut confirmée par un acte de preuve. – Noisy, 23 juin 1823, Guillaume Ier des Pays-Bas: Reconnaissance de la noblesse au titre baron, transférable à tous les descendants portant le nom, pour Léopold-Albert de Villenfagne de Sorinne, ancien maire de la ville de Liège (frère des précédents). – La Haye, 26 avril 1816, Guillaume Ier des Pays-Bas: Jean-Dieudonné de Villenfagne de Loën (frère des précédents) nommé au titre de baron de la Chevalerie de Liège. La première liste officielle des nobles stipule que le titre est transférable à tous les descendants portant le nom. Son admission à la pairie fut confirmée par un acte de preuve. – La Haye, 26 avril 1816, Guillaume Ier des Pays-Bas: Nomination de Louis-Ignace de Villenfagne de Vogelsanck (frère du précédent) avec le titre de Baron de la Chevalerie de Liège. La première liste officielle des nobles stipule que le titre est transférable à tous les descendants portant le nom. Son admission à la pairie fut confirmée par un acte de preuve. – Bruxelles, 8 mai 1678, Carlos de Gurrea, duc de Villa Hermosa: Nomination de Noël de Villenfagne comme conseiller et pétitionnaire au Grand Conseil de Malines. Si nécessaire, cette fonction a été élevée à la noblesse héréditaire. – Madrid, 2 janvier 1674, Marie-Anne d'Autriche: Noblesse de Jean-Baptiste de Villenfagne, seigneur d'Hottomont, ancien sergent. |        |

- Haut – A
- B
- C
- D
- E
- F
- G
- H
- I
- J
- K
- L
- M
- N
- O
- P
- Q
- R
- S
- T
- U
- V
- W
- X
- Y
- Z

### W
| Nom                 | Titre       | Histoire | Blason |
| ------------------- | ----------- | --- | ------ |
| - Woestenraedt (de) | Comte Baron | – Vienne, 1 février 1744, Marie-Thérèse d'Autriche: Attribution du titre de comte (transférable à la première naissance) et propagation des armes au baron Philippe-Joseph de Woestenraedt, chef drossard du Leenhof de Limbourg, etc.. |        |

- Haut – A
- B
- C
- D
- E
- F
- G
- H
- I
- J
- K
- L
- M
- N
- O
- P
- Q
- R
- S
- T
- U
- V
- W
- X
- Y
- Z

### X
| Nom                                | Titre        | Histoire | Blason |
| ---------------------------------- | ------------ | --- | ------ |
| - Xavier (de) Xavier de Lasne (de) | Baron Écuyer | – Madrid, 24 février 1676, Charles II d'Espagne: Élévation à la baronnie du manoir brabançon de Lasne et attribution de ce titre (transférable par première naissance) à Jean-Philippe de Xavier, fils d'Antoine, capitaine de cavalerie. – La Haye, 26 avril 1816, Guillaume Ier des Pays-Bas: Nomination de Jean-Alexandre de Xavier de Lasne avec le titre de Baron de la Chevalerie du Brabant. La première liste officielle des nobles stipule que le titre est transférable à la première naissance. Son admission à la pairie fut confirmée par un acte de preuve. |        |

- Haut – A
- B
- C
- D
- E
- F
- G
- H
- I
- J
- K
- L
- M
- N
- O
- P
- Q
- R
- S
- T
- U
- V
- W
- X
- Y
- Z

### Y
| Nom                                             | Titre         | Histoire | Blason |
| ----------------------------------------------- | ------------- | --- | ------ |
| - Yedeghem (d')                                 | Comte Écuyer  | – Madrid, 23 avril 1598, Philippe II d'Espagne: Remise du titre (personnel) de chevalier à Charles d'Yedeghem, seigneur de Wieze, etc., grand bailli de la ville, zale et châtelain d'Ypres, etc., au père duquel le roi a donné la chevalerie. – Bruxelles, 30 septembre 1600, Albert d'Autriche: Élévation à la baronnie de Bousbecque et attribution de ce titre (transférable à la première naissance) au chevalier Charles d'Yedeghem (précité). – Madrid, 18 juin 1629, Philippe IV d'Espagne: Élévation au comté de Watou (Poperinge) et attribution de ce titre (transférable à la première naissance) à Charles d'Yedeghem (précité), baron de Bousbecque, etc. – Bruxelles, 22 septembre 1605, Albert d'Autriche: Attribution du titre (personnel) de chevalier pour échapper à Philippe d '(Y) edeghem, seigneur de Waasten, etc., guerrier dans une compagnie d'ordonnance (frère du précédent). Seules la pétition favorablement apostillée et la minute du diplôme ont été retrouvées. |        |
| - Ysembart (d') Ysembart de Wreichem (d')       | Écuyer        | – Het Loo, 25 août 1822, Guillaume Ier des Pays-Bas: Reconnaissance de la noblesse pour Philippe-François d'Ysembart de Wreichem. Bien que le diplôme ait été supprimé, aucun exemplaire n'a été retrouvé. – Madrid, 7 novembre 1697, Charles II d'Espagne: Prolifération, si nécessaire, pour Adrien-François d'Ysembart, seigneur de Régalle, ancien maître de la ville d'Ath. – Madrid, 18 septembre 1678, Charles II d'Espagne: Noblesse de Jacques d'Ysembart, licencié en droit, greffier de la ville de Mons. |        |
| - Ysenbrant                                     | Écuyer        | – Laxenburg, 17 juin 1779, Marie-Thérèse d'Autriche: Élévation de la noblesse et changement d'armes pour Philippe-Benoît-Emmanuel Ysenbrant, seigneur de Zantervelt, échevin de la ville et de la châtellenie de Furnes. |        |
| - Ysendyck (van)                                | Chevalier     | – Vienne, 29 juillet 1715, Charles VI du Saint-Empire: Motu proprio attribution du titre de chevalier du Saint Empire romain germanique (transférable à tous les descendants masculins) confirmation de la noblesse, avec réhabilitation ou exaltation si nécessaire, et attribution de quatre quartiers nobles aux descendants portant également le nom de Gaspard van Ysendyck quant à son frère Henricus, arrière-grand-père de Petrus, maire de la ville de Herentals, etc., et de son cousin germain Johannes, premier bras-roi Toison d'Or à Vienne, etc. Bien que ce diplôme ait été dûment enregistré Pays-Bas autrichiens, il a été abrogé par le décret du 24 juillet 1734. |        |
| - Yve (d') Yve de Bavay (d') Yve d'Ostiche (d') | Marquis Comte | – Madrid, 2 octobre 1662, Philippe IV d'Espagne: Élévation à la baronnie du manoir namurois de Soye et attribution de ce titre (transférable par première naissance) à François-Philippe d'Yve, député du Second État des États de Namur, etc. – La Haye, 5 mars 1816, Guillaume Ier des Pays-Bas: Nomination de Ferdinand-Antoine d'Yve de Jodoigne de Bavay avec le titre de comte dans la chevalerie du Hainaut. La transférabilité du titre était déterminée par le diplôme suivant. – La Haye, 15 janvier 1822, Guillaume Ier des Pays-Bas: Remise du titre de marquis au comte Ferdinand-Antoine d'Yve et de Jodoigne, chambellan, membre de la chevalerie du Hainaut. Le titre de Marquis est transférable par droit d'aînesse; tandis que les autres descendants portent respectivement le titre de comtesse ou de comtesse. – Linz, 20 septembre 1732, Charles VI du Saint-Empire: Attribution du titre de comte (transférable à la première naissance) et propagation des armes à Gaspard-Henri d'Yve d'Ostiche, qui est appelé vicomte de Bavay et baron, etc. (oncle du précédent). En l'absence de descendant, le titre passe à son frère Philippe ou au chef de famille. – Bruxelles, 13 mai 1735, Charles VI du Saint-Empire: Lien du comte de titre avec la seigneurie brabançonne de Ruisbroek (Sint-Pieters-Leeuw) par Gaspard d'Yve d'Ostiche (précité). – Bruxelles, 26 juin 1823, Guillaume Ier des Pays-Bas: Remise du titre personnel de comtesse à Jeanne-Népomucène d'Yve d'Ostiche. Elle était dispensée d'obtenir un diplôme. |        |

- Haut – A
- B
- C
- D
- E
- F
- G
- H
- I
- J
- K
- L
- M
- N
- O
- P
- Q
- R
- S
- T
- U
- V
- W
- X
- Y
- Z

### Z
| Nom              | Titre  | Histoire | Blason |
| ---------------- | ------ | --- | ------ |
| - Zaman          | Écuyer | – Vienne, 7 juillet 1745, Marie-Thérèse d'Autriche: Noblesse à propagation d'armes pour Pierre-François Zaman, meier héréditaire de Sinaai et Belsele. – Madrid, 6 juillet 1694, Charles II d'Espagne: Confirmation de noblesse, si nécessaire, pour Jean-Pierre Zaman, fils de Jacques, commissaire aux recettes du Land van Waas. – Vienne, 27 avril 1722, Charles VI du Saint-Empire: Élévation à la noblesse du Saint Empire Romain, octroi de quatre quartiers nobles et autorisation de faire précéder son nom d'une noble particule pour Petrus Zaman (oncle du précédent). Bien que ce diplôme fût dûment enregistré aux Pays-Bas autrichiens, il y fut révoqué par décret du 24 juillet 1734. – Vienne, 20 octobre 1735, Charles VI du Saint-Empire: Confirmation de noblesse et, si nécessaire, élévation de noblesse, avec effet rétroactif au 27 avril 1722, pour Pierre Zaman (précité). – Laeken, 8 octobre 1858, Léopold Ier, roi des Belges: Noblesse de Joseph-Emmanuel Zaman, sénateur. |        |
| - Zomberghe (de) | Écuyer | – Vienne, 11 décembre 1728, Charles VI du Saint-Empire: Réhabilitation de noblesse, avec noblesse si nécessaire, pour Nicolas-Charles de Zomberghe, bailli et récipiendaire de Fontaine-l'Evêque, qui se prétendait de la famille précédente. Le diplôme fut déclaré invalide par jugement du Conseil de Justice du Hainaut du 17 décembre 1731. |        |
| - Zualart (de)   | Écuyer | – Madrid, 10 décembre 1651, Philippe IV d'Espagne: Noblesse de Charles (de) Zua (l) art, seigneur de Waufin, etc., récipiendaire des États et de la ville de Namur. Ce diplôme, que le bénéficiaire n'obtint jamais, fut répété textuellement dans la suite à partir de 1668. – Madrid, 10 novembre 1668, Marie-Anne d'Autriche: Confirmation de la noblesse accordée le 10 décembre 1651 à Charles Zualart (précité), seigneur de Wanze, etc., échevin de la ville de Namur, etc. – Madrid, 18 novembre 1642, Philippe IV d'Espagne: Noblesse de Jacques Zua (l) art, seigneur de Sclayn, etc., commissaire du Souverain Bailliage de Namur, etc. (frère du précédent). – Madrid, 12 février 1681, Charles II d'Espagne: Remise du titre (personnel) de chevalier et propagation des armes pour l'écuyer Jean-François (de) Z (u) alart, seigneur de Golsinne (petit-fils du précédent). – La Haye, 20 février 1816, Guillaume Ier des Pays-Bas: Nomination de Frédéric-Joseph de Zualart à la chevalerie de Namur. – La Haye, 20 février 1816, Guillaume Ier des Pays-Bas: Nomination de Charles-Joseph de Zualart (frère du précédent) à la Chevalerie de Namur. |        |
| - Zype (van den) | Écuyer | – Bruxelles, 6 janvier 1661, Luis de Benavides Carrillo: Nomination de Bernard-Alexandre van den Zype, grand pensionnaire de la ville de Malines, comme conseiller et pétitionnaire au Grand Conseil de Malines. Si nécessaire, cette fonction concède la noblesse héréditaire. |        |